# Rundumkennleuchte

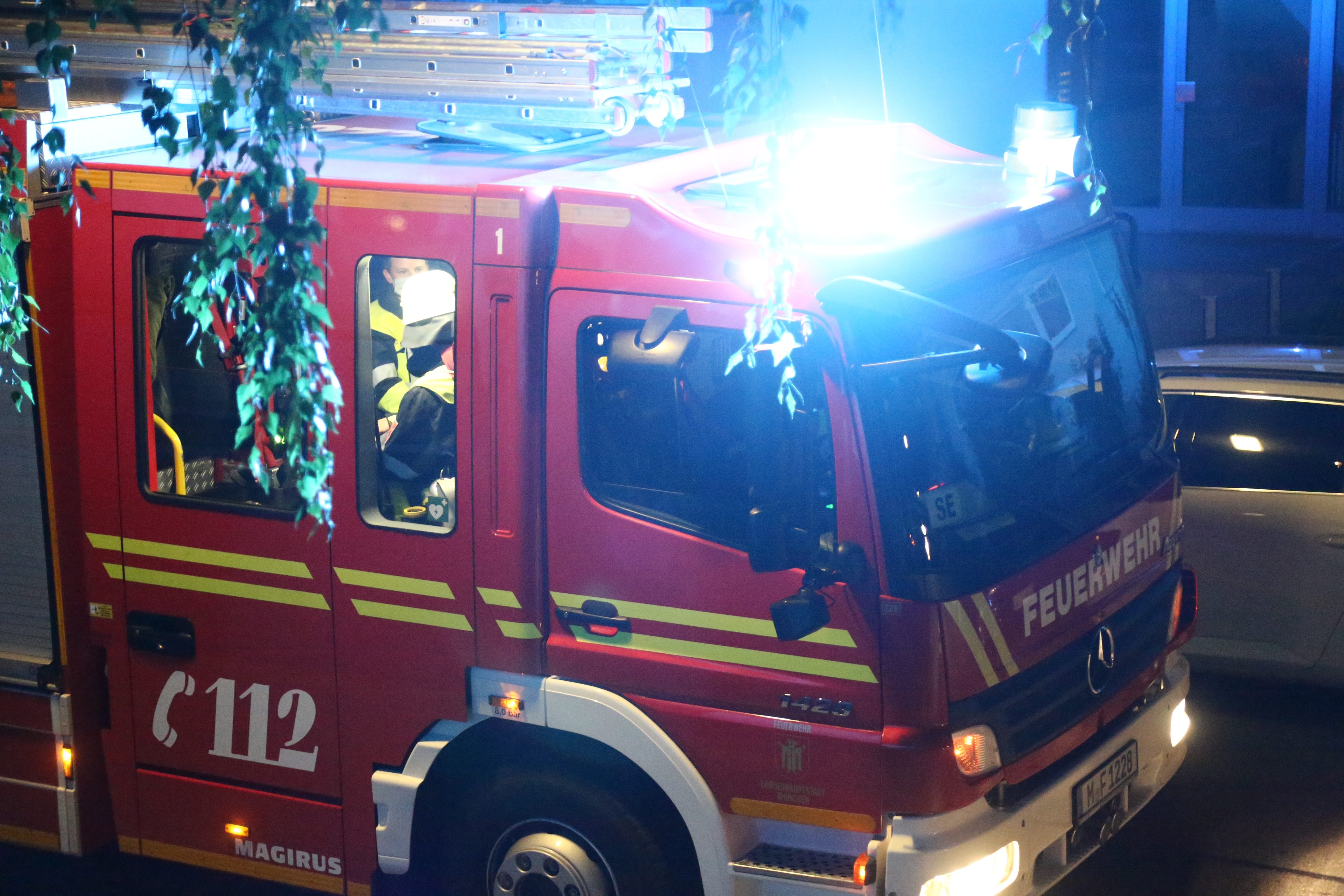
Blaue Rundumkennleuchten bei der Feuerwehr

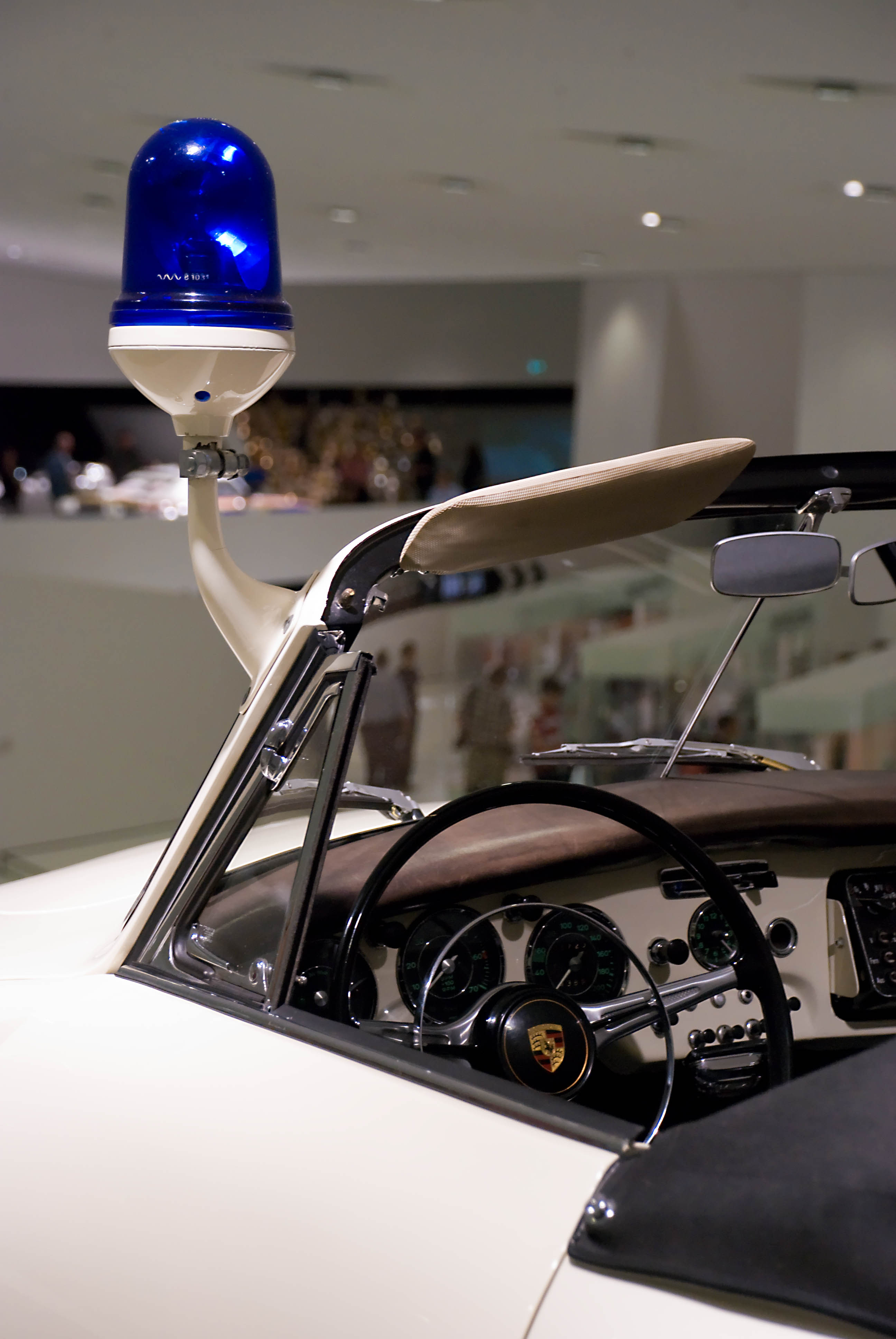
Rundumkennleuchte an einem historischen Porsche-Cabrio der baden-württembergischen Polizei (Porsche-Museum, Stuttgart)

Eine Rundumkennleuchte (RKL), auch Rundumleuchte oder Drehlicht (Schweiz), ist eine Kennleuchte oder Warnleuchte, die Licht über einen Bereich von 360° ausstrahlt. Am bekanntesten sind Drehspiegelleuchten, die einen umlaufenden Lichtkegel abgeben, mittlerweile sind aber insbesondere LED-Leuchten im Einsatz.
Rundumkennleuchten können im Allgemeinen zur leichteren optischen Erkennung, Kennzeichnung und Sicherung von Gefahrenstellen oder besonderen Orten eingesetzt werden. Am bekanntesten ist ihre Anwendung im Straßenverkehr, wo sie (in Europa meist in blauer Farbe) als sogenanntes Blaulicht an Einsatzfahrzeugen angebracht sind. In Deutschland werden sie zusammen mit dem Folgetonhorn als Sondersignale zusammengefasst, die anderen Verkehrsteilnehmern das Wegerecht signalisieren. Weiter finden sie (meist in gelber Farbe) Anwendung an gefährlichen Anlagen, Maschinen und Geräten sowie bei Alarmanlagen.

## Farbe

### Gelb

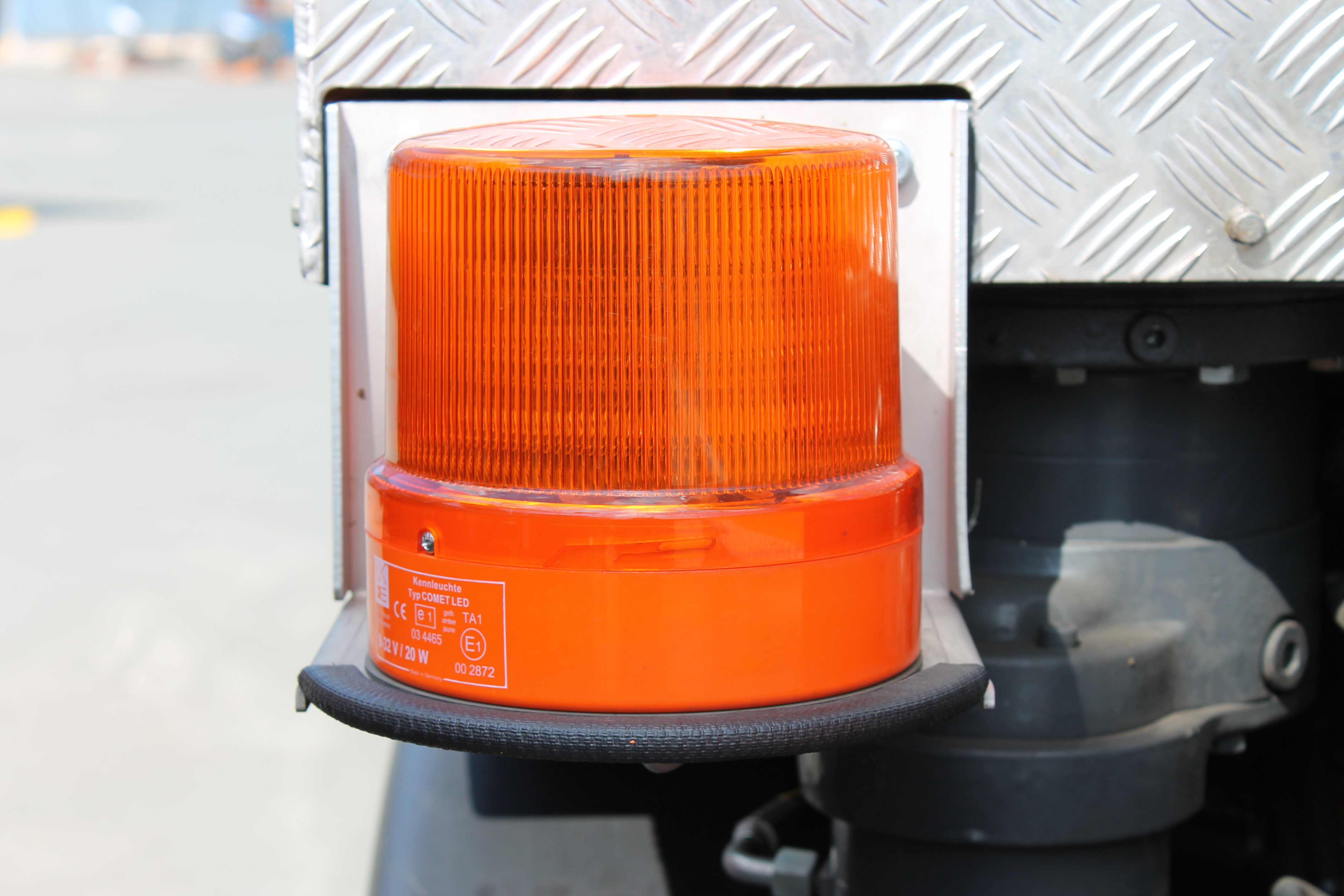
Gelbe Rundumkennleuchte

Gelb ist die in Deutschland am häufigsten vorkommende Farbe für Rundumkennleuchten. Sie warnt vor Gefahren aller Art an festen Einrichtungen sowie Fahrzeugen. Anwendungsbeispiele sind schließende Rolltore, Alarmanlagen, Schwertransporte, Fahrzeuge der Stadtwerke, Rottenwarnanlagen im Gleisbau usw. 
Sturmwarnungen auf Seen haben je nach Gefährdungsstufe zwei verschiedene Leuchtintervalle (40 und 90 Signale pro Minute).
Ein spezielles Gebiet, in dem der Gebrauch des Gelblichtes international gleich geregelt ist, ist der Gefahrguttransport, wie beispielsweise der Tunnelverordnung im ADR.

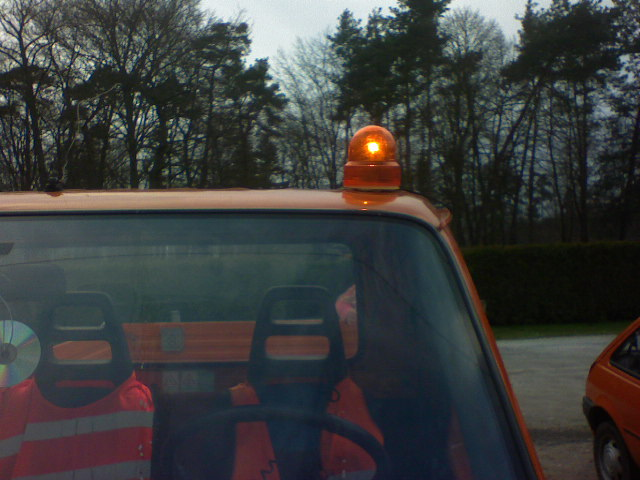
Eine gelbe Rundumleuchte mit Magnethalterung oder Saugnapf
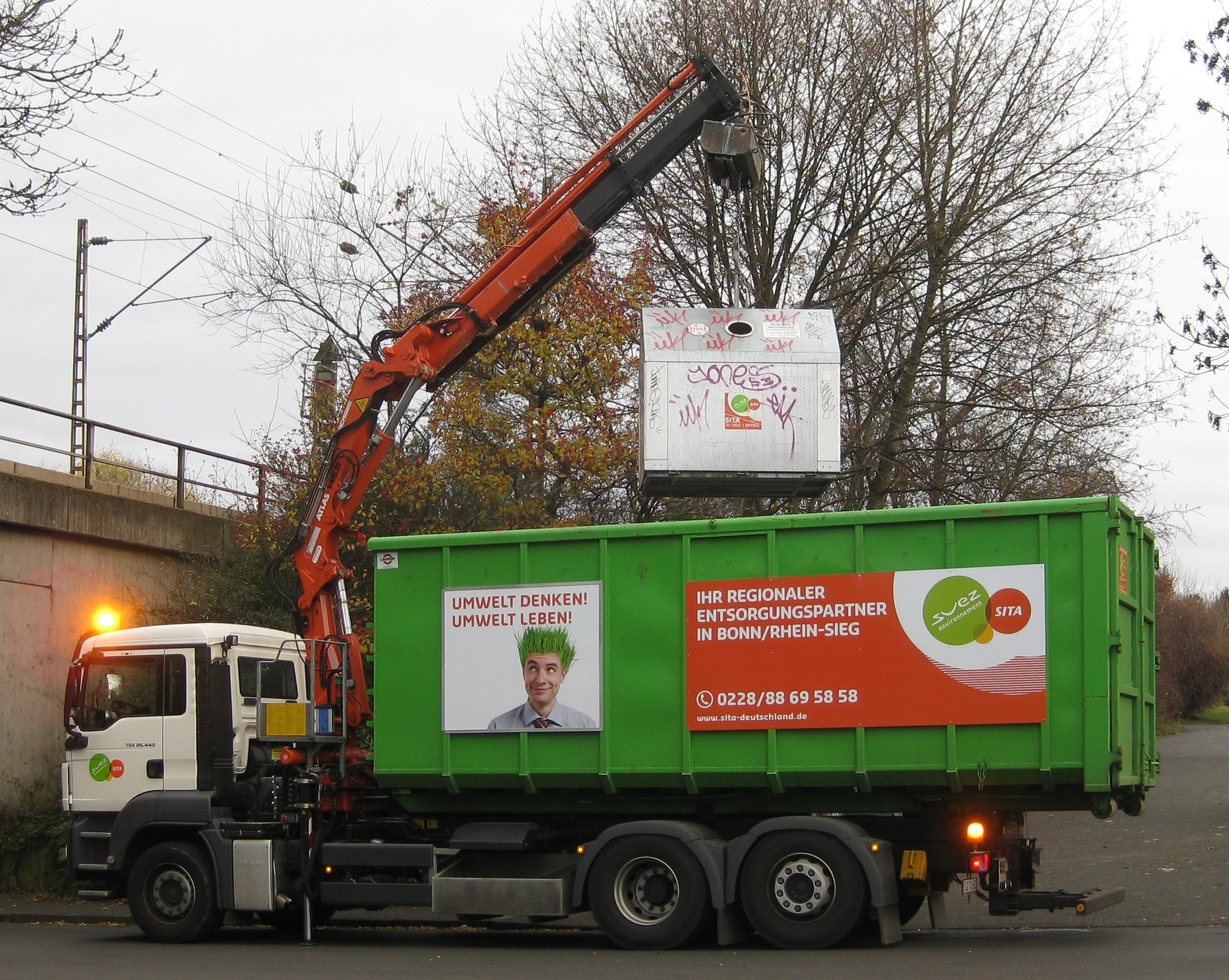
Müllentsorgung bei eingeschalteten Rundumleuchten

### Blau

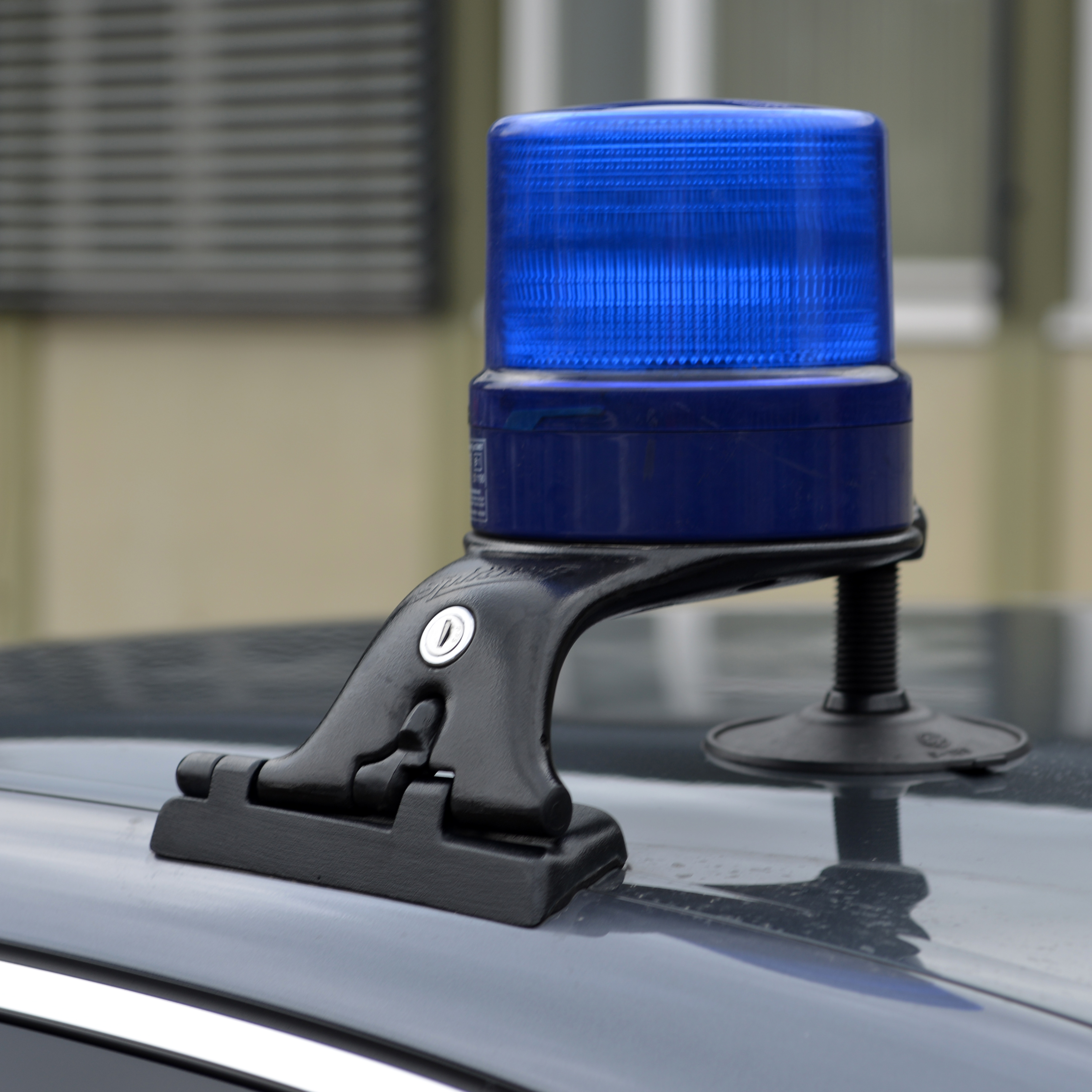
„Blaulicht“

Blaue Rundumkennleuchten und anderes blaues Blinklicht (umgangssprachlich Blaulicht) werden im Straßenverkehr genutzt, um auf Einsatzfahrzeuge hinzuweisen. Es warnt andere Verkehrsteilnehmer vor Einsatz-, Unfall- und Gefahrenstellen sowie Einsatzfahrten und wird auch bei der Begleitung von Kolonnenfahrten benutzt. In Deutschland wurde das Blaulicht im Jahr 1935 eingeführt. Um Anforderungen des Luftschutzes zu erfüllen (Verdunkelung), wurde damals festgestellt, dass die beste Abblendung bei genügend weiterer Sichtbarkeit dunkles Blaulicht darstellt. In Deutschland und in Österreich (nach dessen Anschluss) beruht die Einführung des Blaulichtes auf einem Runderlass des Reichsführers SS im Mai 1938, der sowohl für die Polizei als auch für die Feuerlöschpolizei galt.
Die Einführung des Blinklichtes bzw. der Rundumkennleuchte anstelle eines ruhig leuchtenden Lichtes erfolgte jedoch erst in den 1950er Jahren.
Das Zusatzprotokoll vom 8. Juni 1977 zu den Genfer Abkommen vom 12. August 1949 über den Schutz der Opfer internationaler bewaffneter Konflikte (Protokoll I) sieht im Anhang I in Artikel 7 Absatz 3 vor, dass „Sanitätsfahrzeuge ein oder mehrere möglichst weithin sichtbare blaue Lichter blinken lassen sollten.“ Gemäß Absatz 4 soll das blaue Blinklicht 60 bis 100 Lichtblitze in der Minute ausstrahlen. Auch der Farbton wird darin definiert.
Ein weiterer Grund für die Farbwahl ist, dass blaues Licht im Straßenverkehr unverwechselbar ist und somit auch von weitem sofort als Warnsignal wahrgenommen werden kann, da es im Gegensatz zu etwa rotem, gelbem, grünem oder weißem Licht weder in Lichtsignalen noch in der Straßen-, Baustellen- oder sonstigen Fahrzeugbeleuchtung vorkommt.
Außerhalb des Straßenverkehrs kommen blaue Rundumleuchten selten vor; ein Beispiel dafür ist die Rollbahn-Befeuerung an Flughäfen.
- Video eines Blaulichts im Einsatz

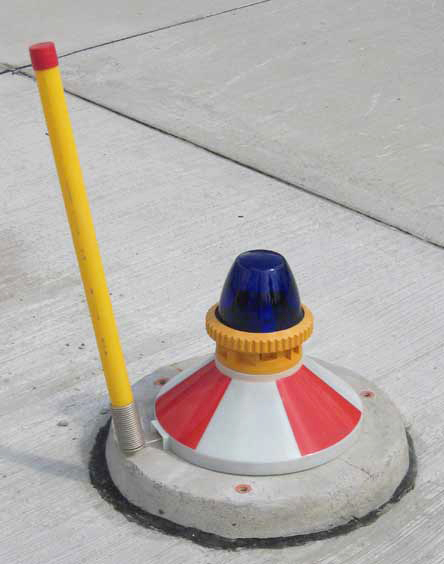
Rollbahn-Befeuerung
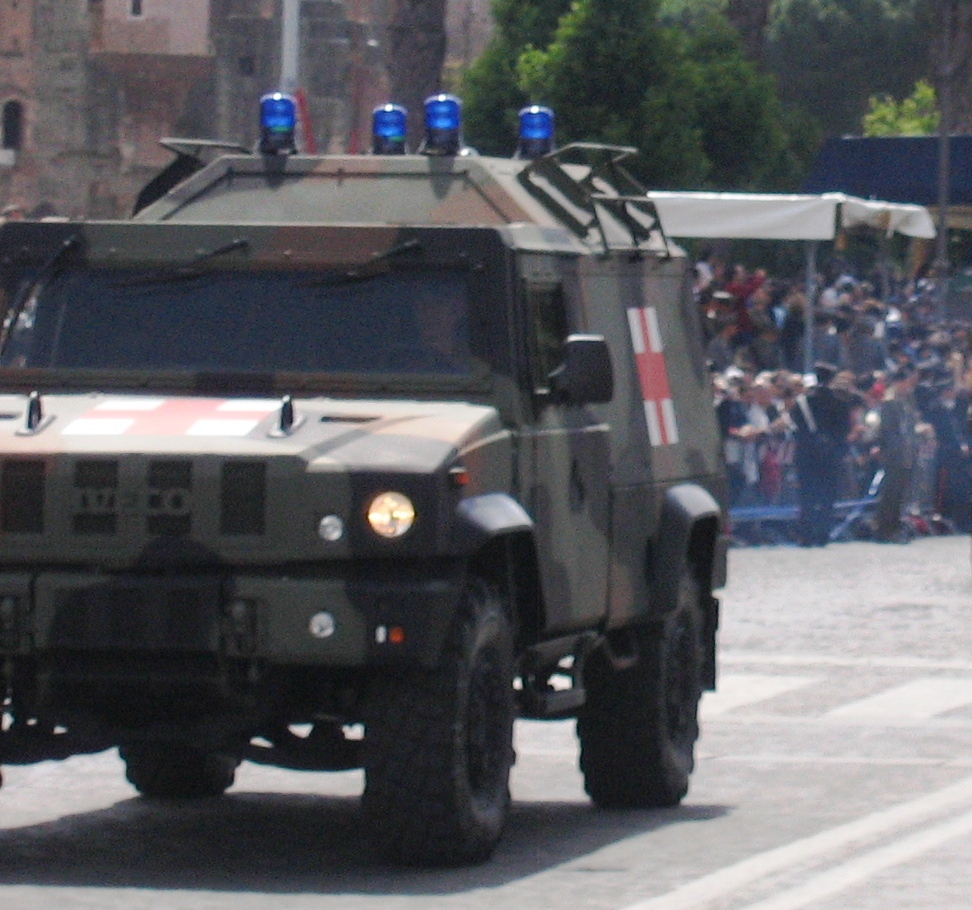
Militärfahrzeug mit Blaulicht
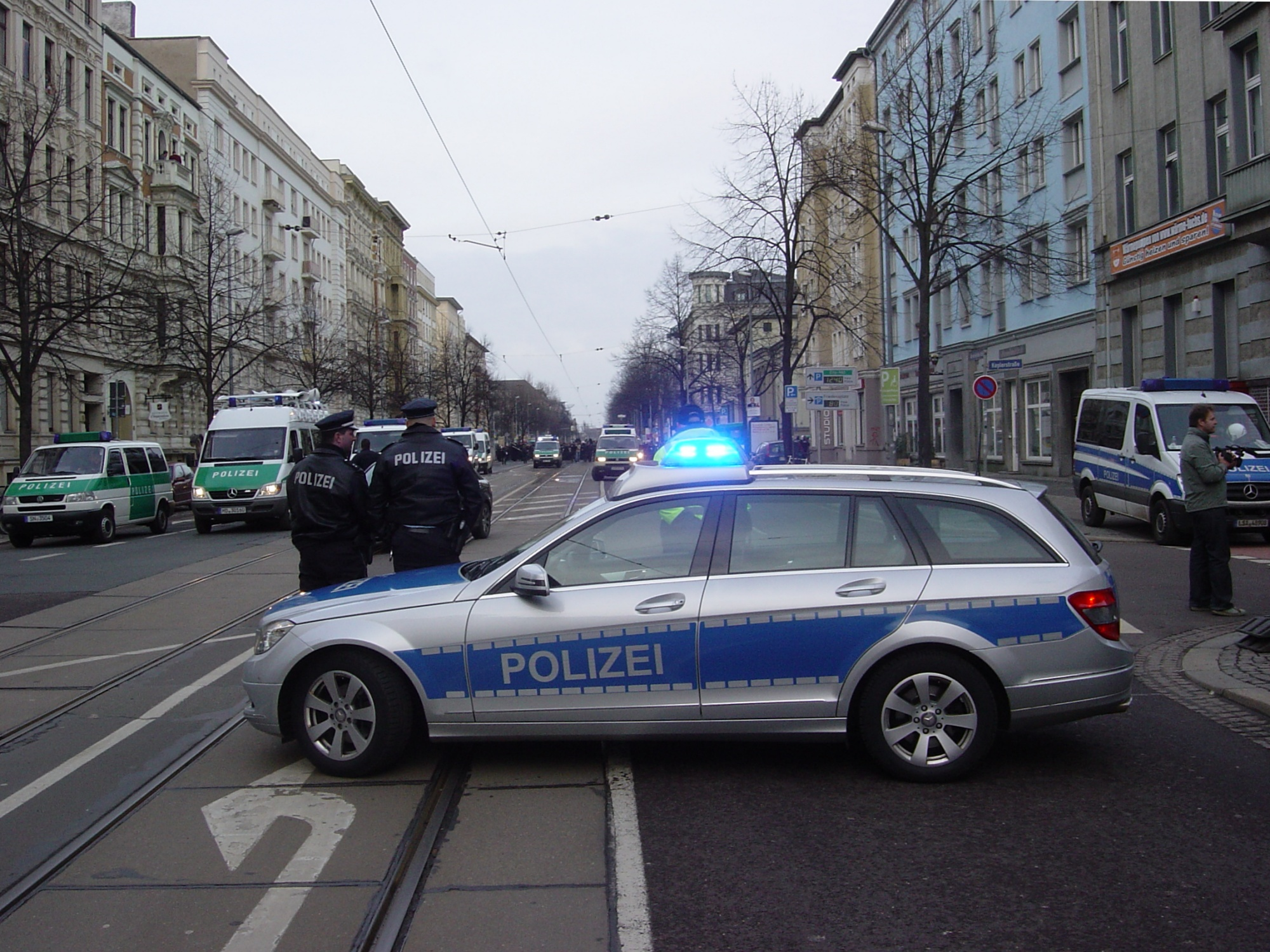
Blaulicht im Einsatz bei der deutschen Polizei
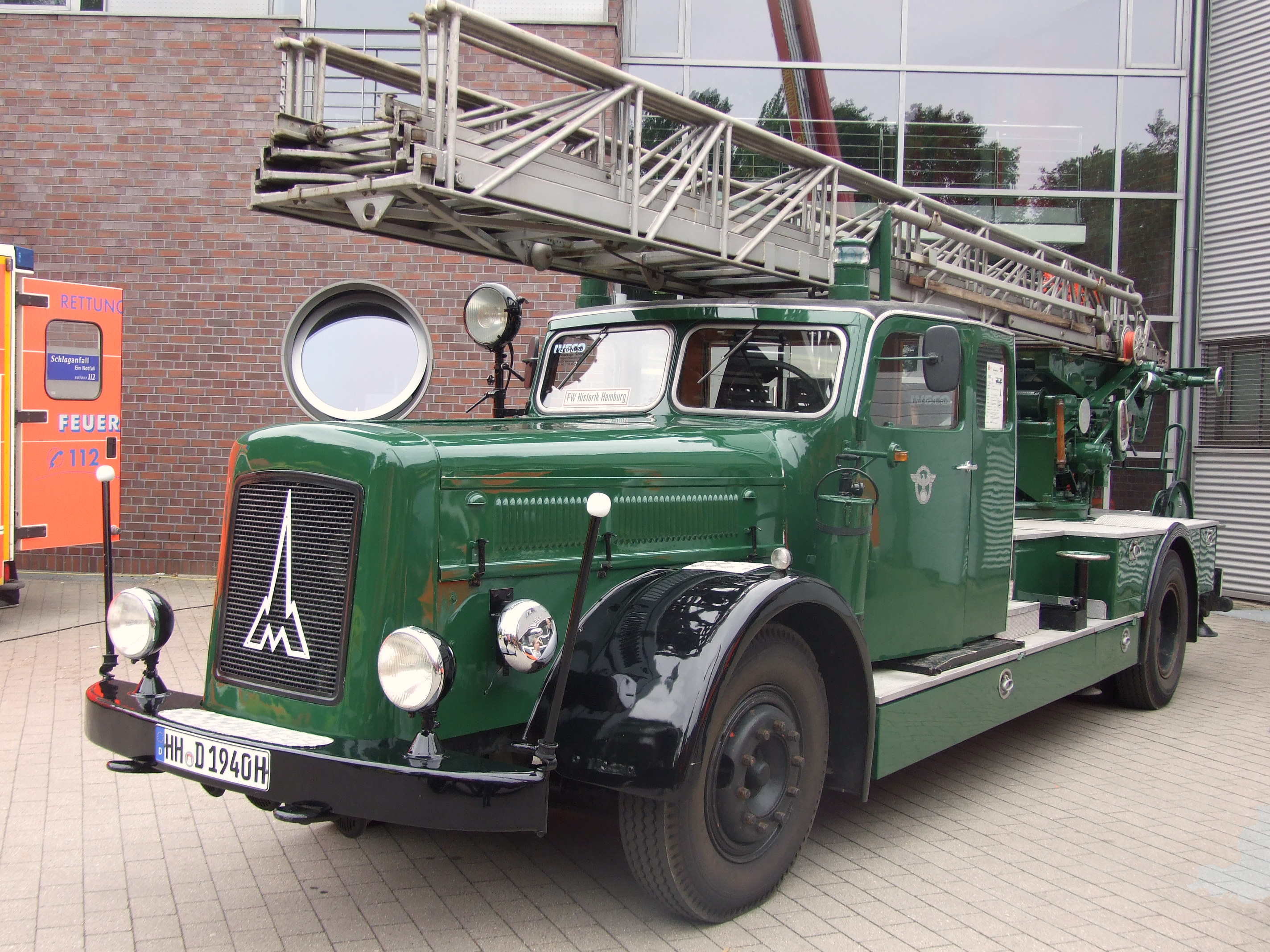
Historisches Fahrzeug der Feuerlöschpolizei
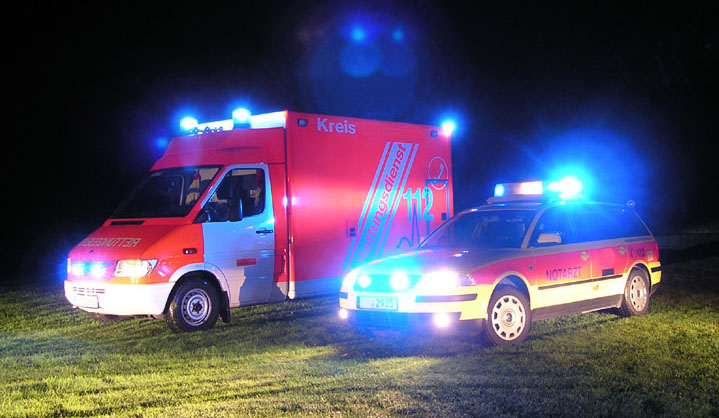
Einsatzfahrzeuge des Rettungsdienstes

### Rot

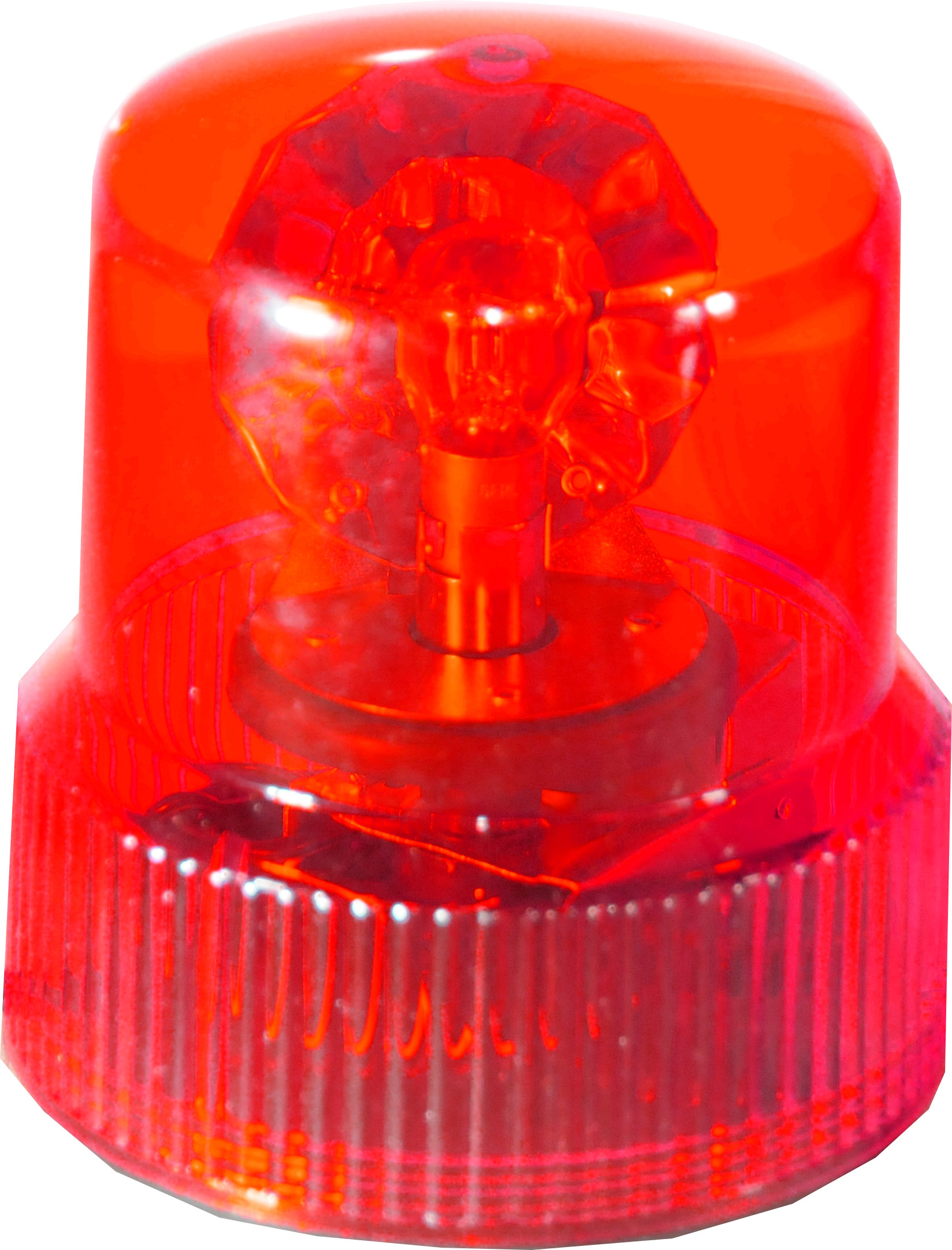
Rotes Rundumlicht

Rotes Rundumlicht ist in Europa an Fahrzeugen selten zu finden und teilweise (z. B. in Deutschland und Österreich) dort auch verboten. Man findet es dagegen häufig an Alarmanlagen, an Luftfahrthindernissen wie Hochhäusern oder Windkraftanlagen, zur Sicherung von Bahnübergängen, bei der Flughafenbefeuerung sowie zur Notbeleuchtung.
In vielen anderen Ländern hingegen, vor allem im angloamerikanischen Raum, aber auch teilweise in Osteuropa oder Asien, dienen sie entweder allein oder in Kombination mit blauem Licht zur Kennzeichnung von Einsatzfahrzeugen. Auch die Feuerwehr und der Rettungsdienst in Österreich und teilweise auch in Deutschland verwendet rote Rundumkennleuchten bei größeren Einsätzen zum Kennzeichnen der Einsatzleitung. Sie erlauben Einsatzfahrzeugen, die Einsatzleitung bzw. das Einsatzgebiet auf Sicht anzufahren und zu finden. Die Kennleuchte darf aber nur bei Stillstand des Fahrzeuges betrieben werden.

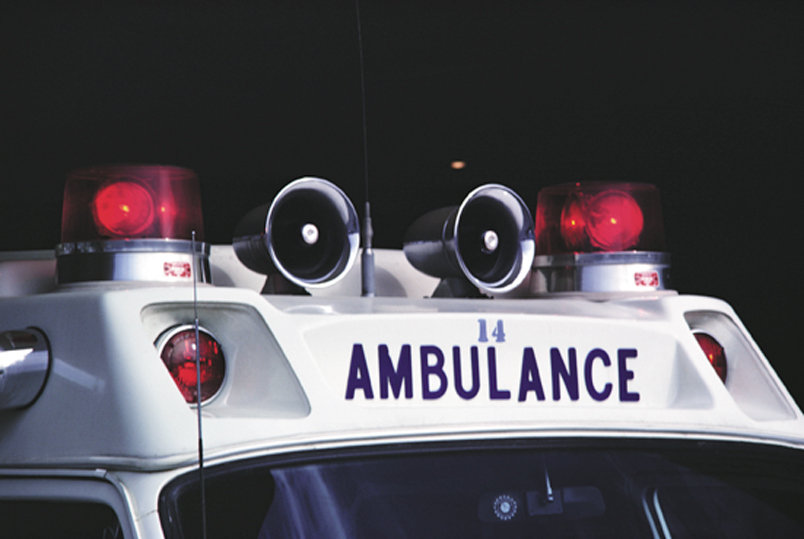
Alleiniges rotes Blinklicht
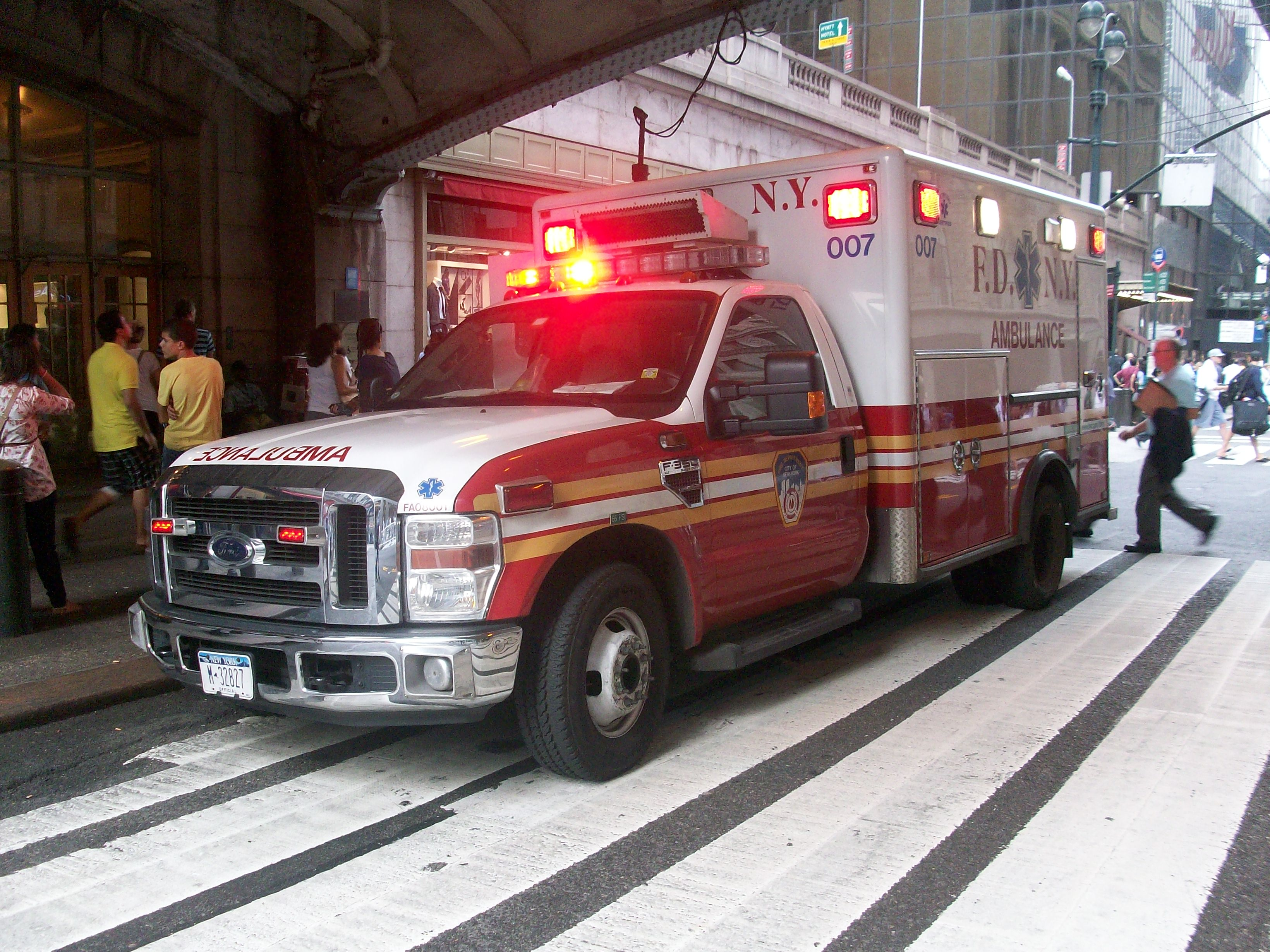
USA
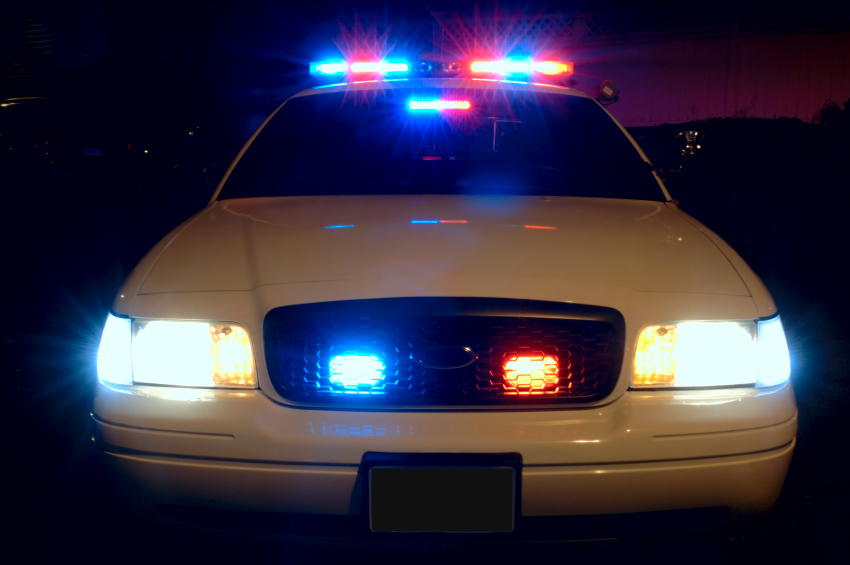
Kombination aus blauem und rotem Licht
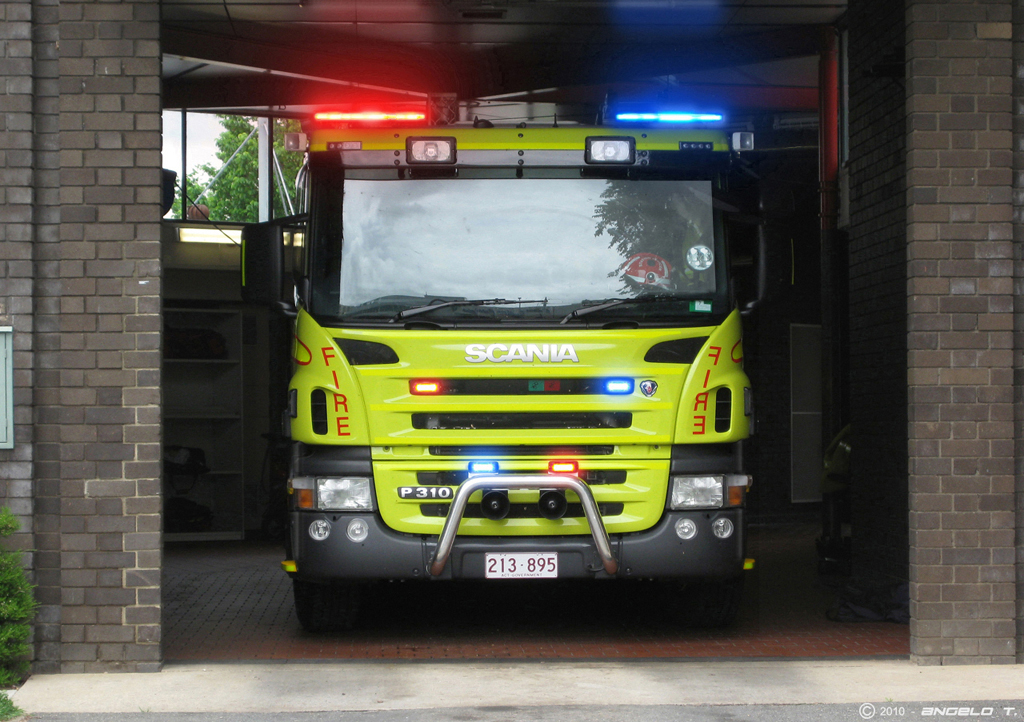
Australien
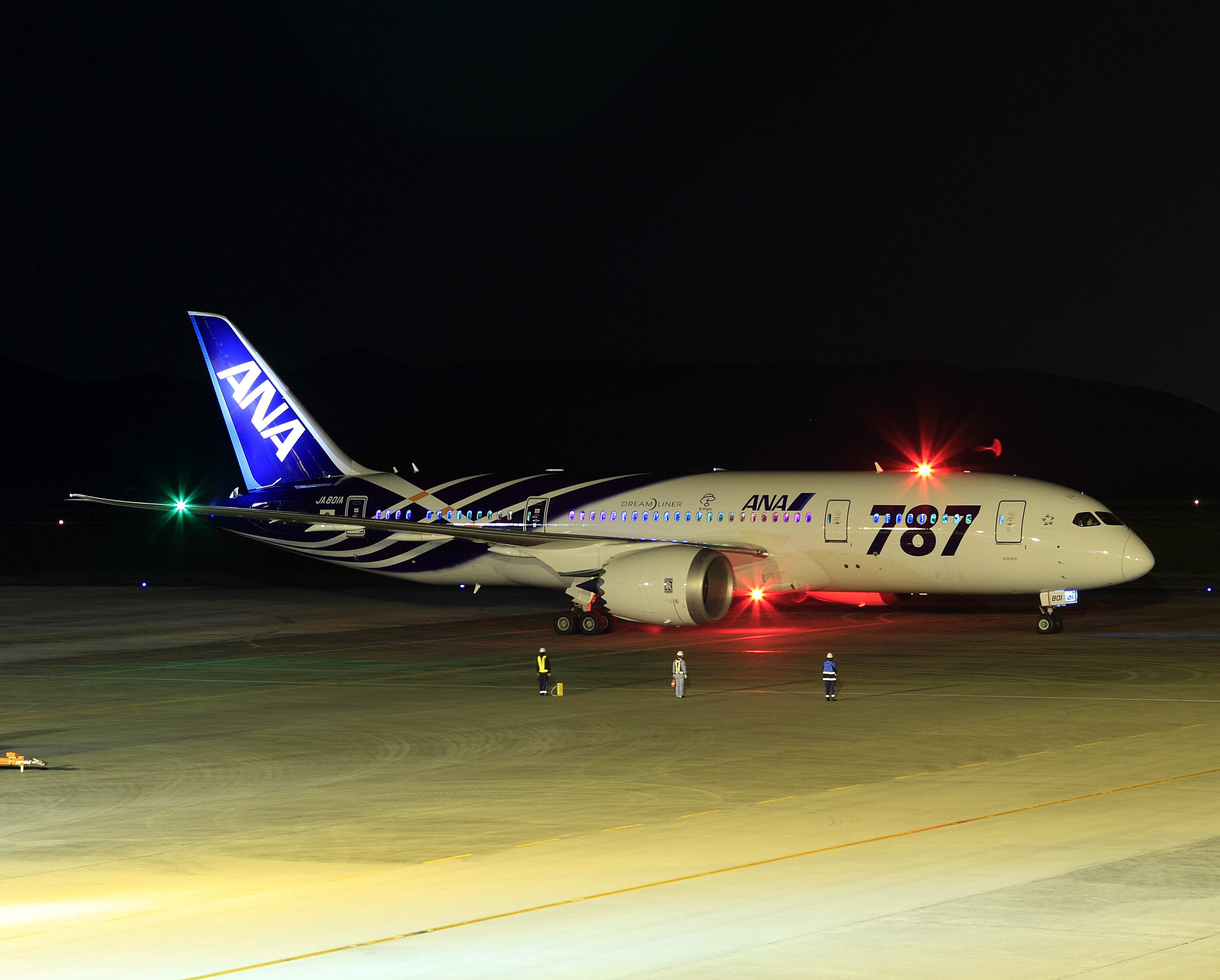
Rote Kollisionswarnlichter an einem Flugzeug
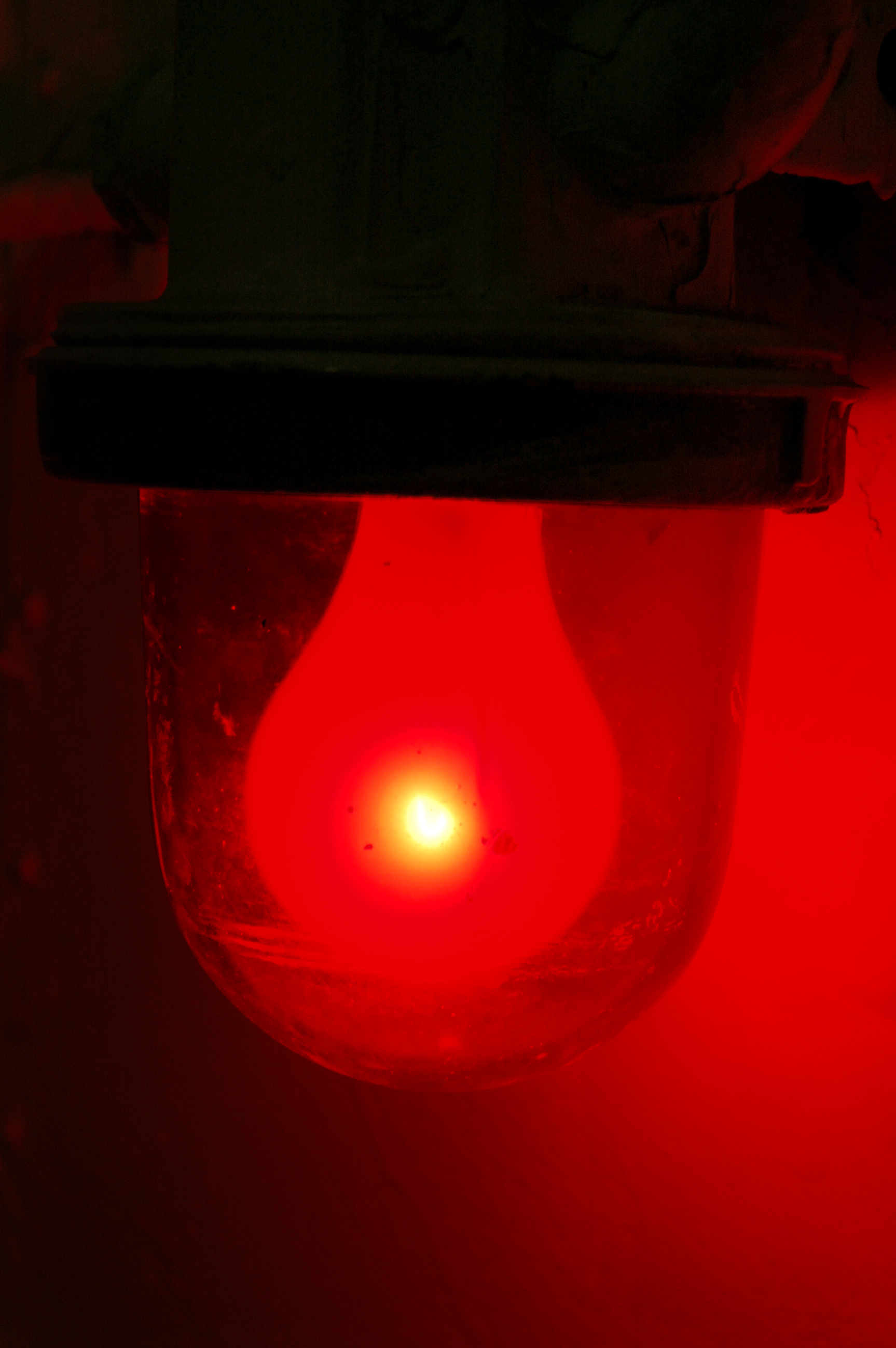
Rotes Alarmlicht auf der USS Intrepid
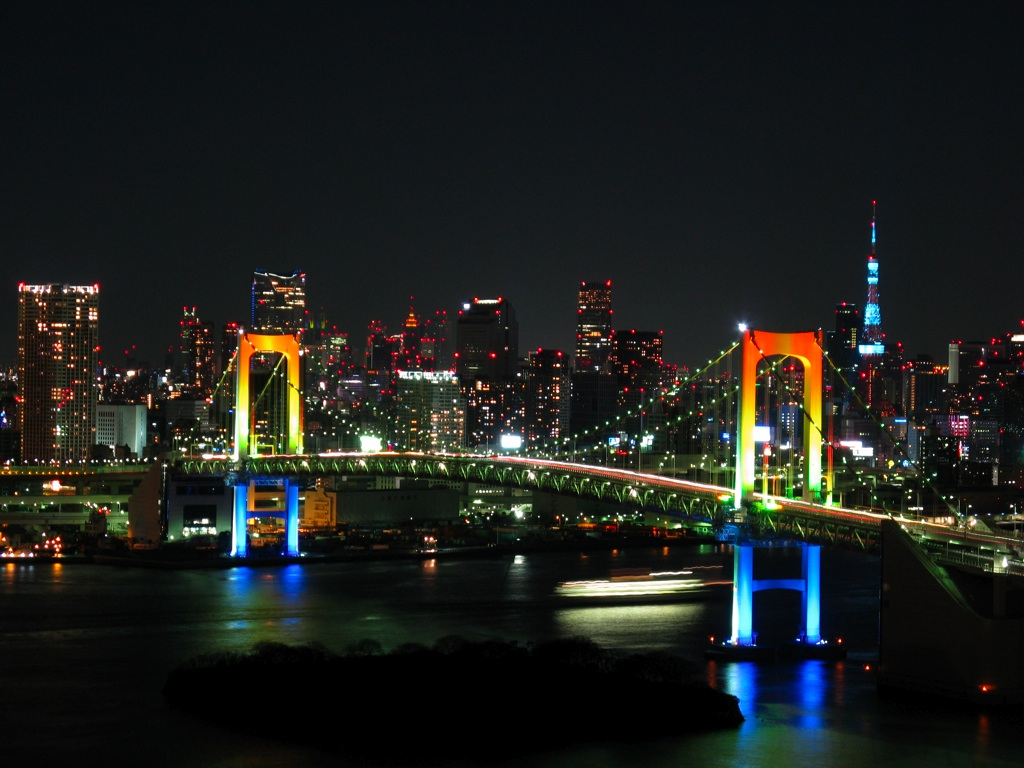
Zahlreiche Hindernisfeuer an Hochhäusern
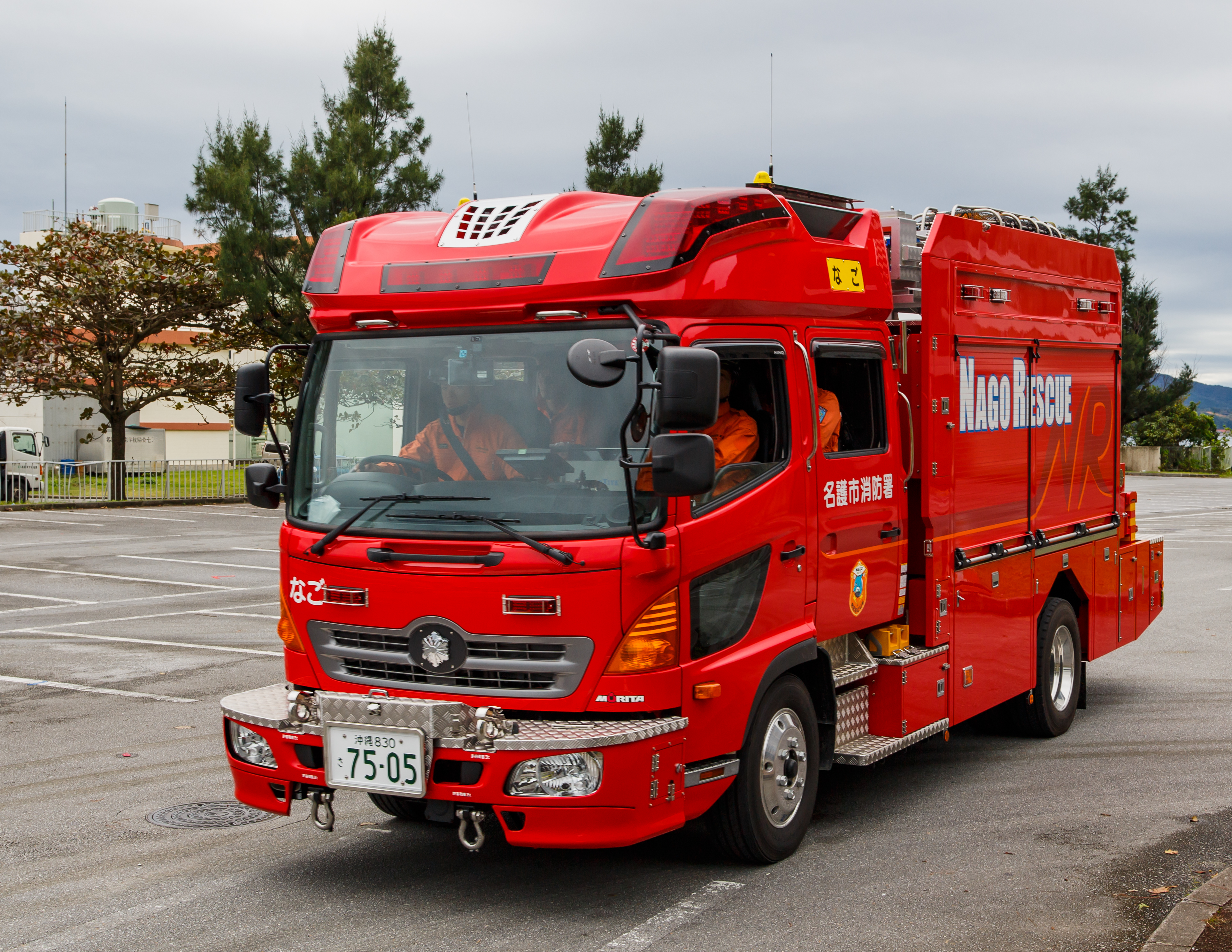
Japan

### Grün
Auch grüne Rundumkennleuchten sind in Deutschland und Österreich nicht im Straßenverkehr erlaubt, dienen aber im Einsatz teilweise zur Kennzeichnung von Fahrzeugen (Feuerwehr: Atemschutzsammelplatz, Einsatzleitung (Bayern)) und Örtlichkeiten. In Schleswig-Holstein dient eine grüne RKL zur Kennzeichnung der Technischen Einsatzleitung (TEL) des Rettungsdienstes an der Einsatzstelle. Allerdings sind diese Leuchten im Regelfall nicht fest installiert, sondern werden vom Organisatorischen Leiter Rettungsdienst mitgeführt und erst nach dem Eintreffen an der Einsatzstelle per Magnethalterung auf dem Dach des jeweiligen Fahrzeugs installiert.
Auch in Schweden wird eine grüne RKL an Einsatzstellen zur Kennzeichnung der Einsatzleitung des medizinischen Rettungsdienstes verwendet; ebenfalls nutzt der niederländische Rettungsdienst grüne Kennleuchten, um bei einer Großschadenslage die Einsatzleitung zu kennzeichnen. Diese wird in den Niederlanden grundsätzlich vom ersteintreffenden Fahrzeug übernommen.
In einigen US-Bundesstaaten werden grüne RKL für Freiwillige Feuerwehren als sogenannte Höflichkeitsleuchten (Courtesy lights) verwendet. Sie soll anderen Verkehrsteilnehmern signalisieren, dass eine Einsatzkraft im Einsatz ist. Auch wenn diese Leuchte, in den meisten Staaten, keine Sonder- oder Wegerechte signalisieren, so hofft man auf freiwillige Kooperation der Bürger. Manche Staaten (etwa Texas oder Utah) verwenden grüne Rundumkennleuchten auch zum Kennzeichnen von Fahrzeugen der Einsatzleitung, wie in Bayern und Österreich.
In Kaufhäusern, Tiefgaragen sowie sonstigen größeren öffentlichen Bauten werden grüne Rundumkennleuchten u. a. zusätzlich neben den vorgeschriebenen Notleuchten zur Kennzeichnung von Notausgängen verwendet.

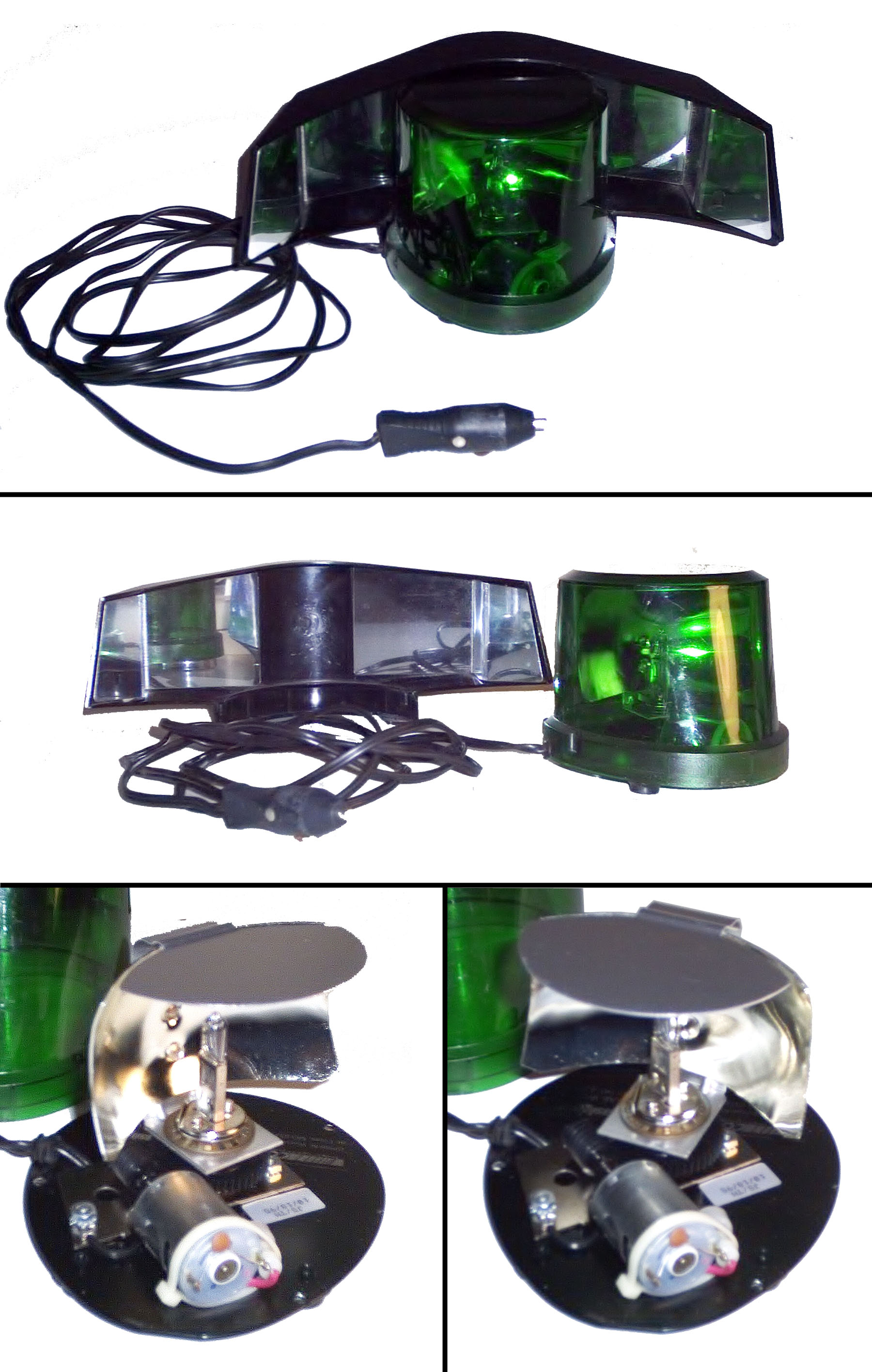
Aufbau eines grünen Straßenräumers
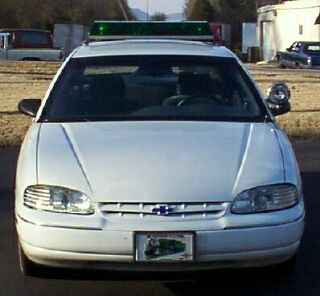
Security-Fahrzeug mit grünem Lichtbalken
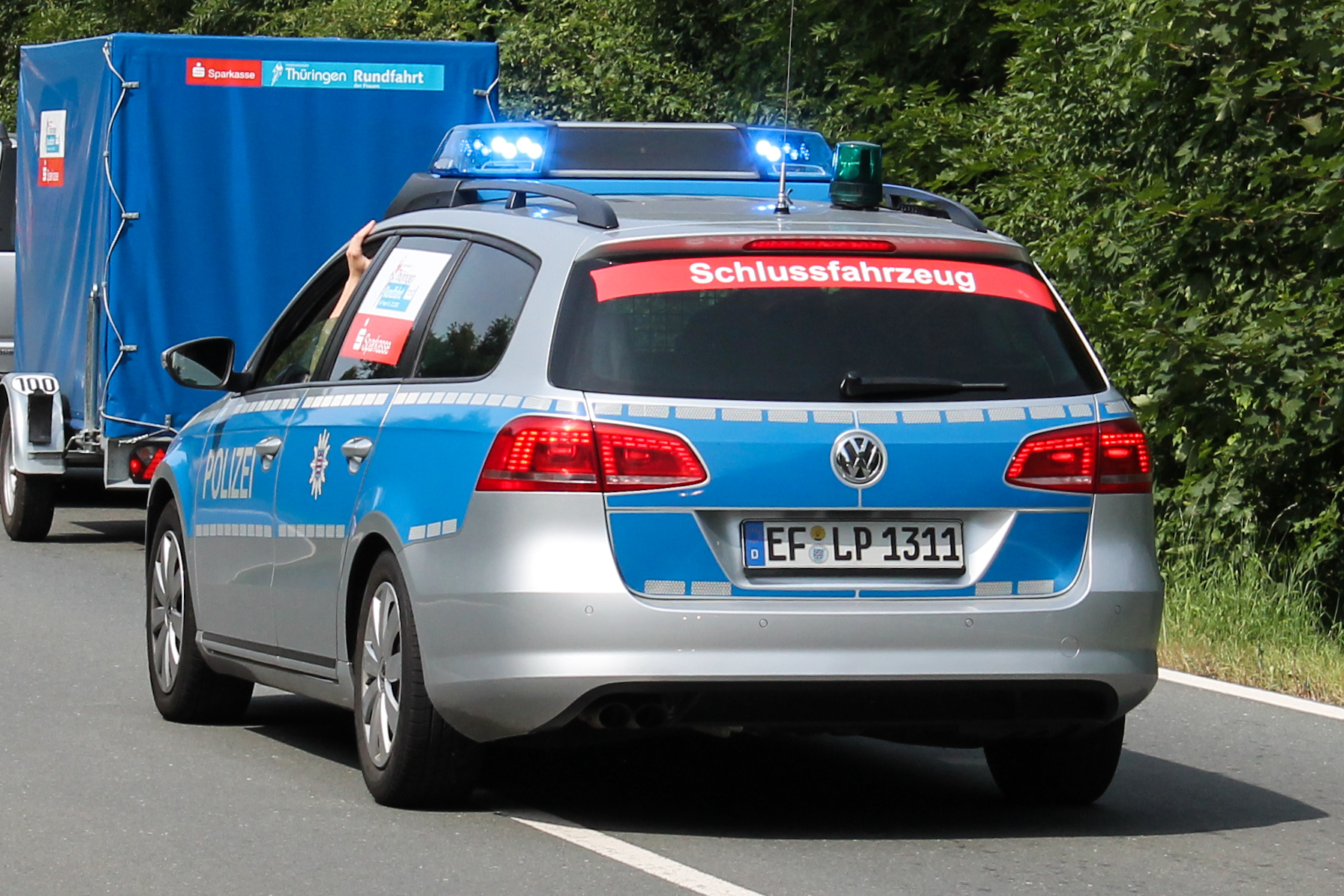
Schlussfahrzeug der Polizei mit zusätzlicher grüner Rundumkennleuchte

### Weiß
Weiße Rundumkennleuchten befinden sich (wie auch gelbe oder rote RKL) an Gebäudewänden zur Kennzeichnung einer Brandmeldeanlage. Da die Farbe eine Vorgabe der Kommune oder des Kreises ist, finden weiße RKL nur selten Anwendung. Das bekannteste Beispiel einer weißen Rundumleuchte sind die Leuchtfeuer von Leuchttürmen.

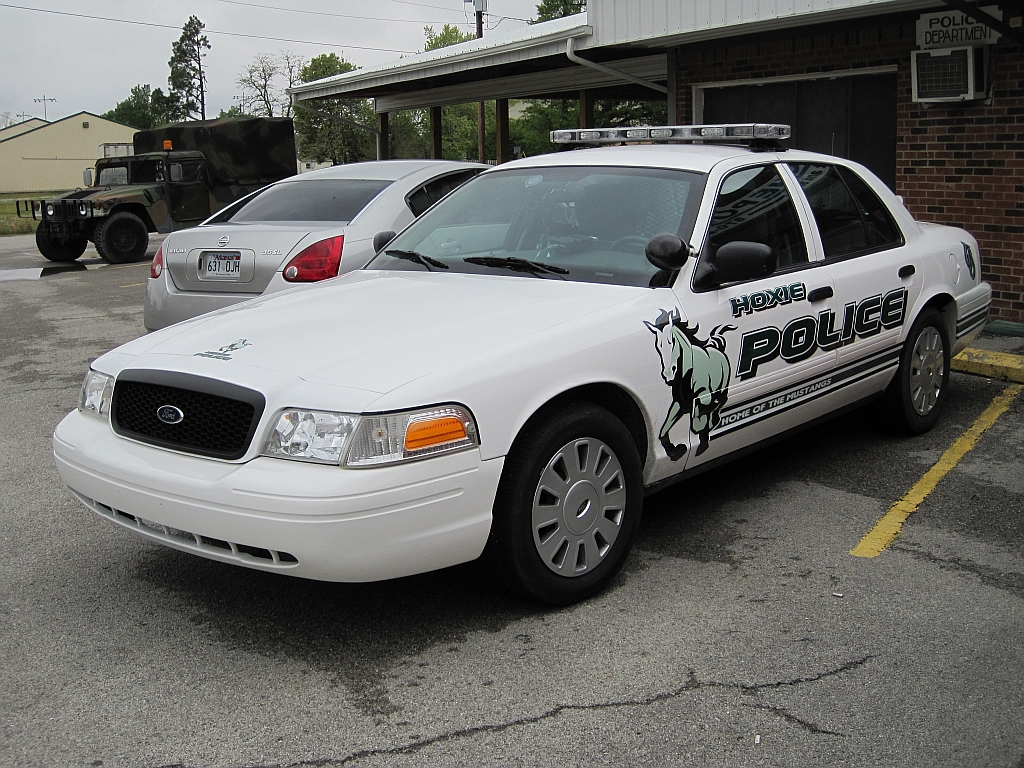
Amerikanisches Polizeifahrzeug mit einem weißen Lichtbalken
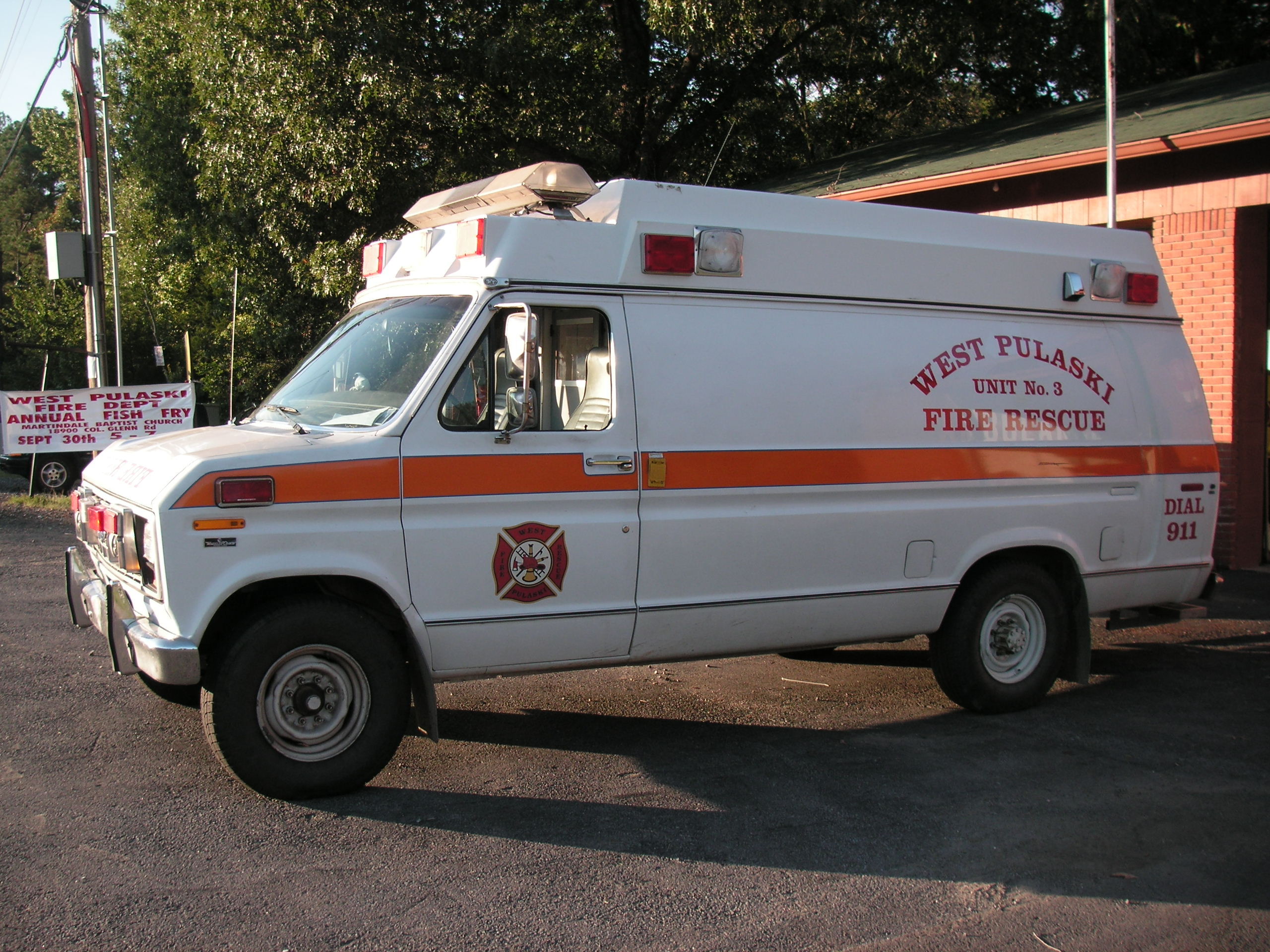
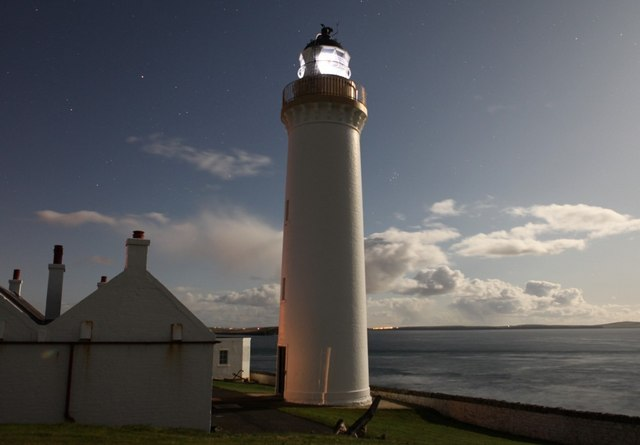

## Wasserfahrzeuge
Auch an Wasserfahrzeugen kommen Rundumleuchten zum Einsatz. Blinken diese, werden sie als Funkellicht bezeichnet.

### Blaues Funkellicht

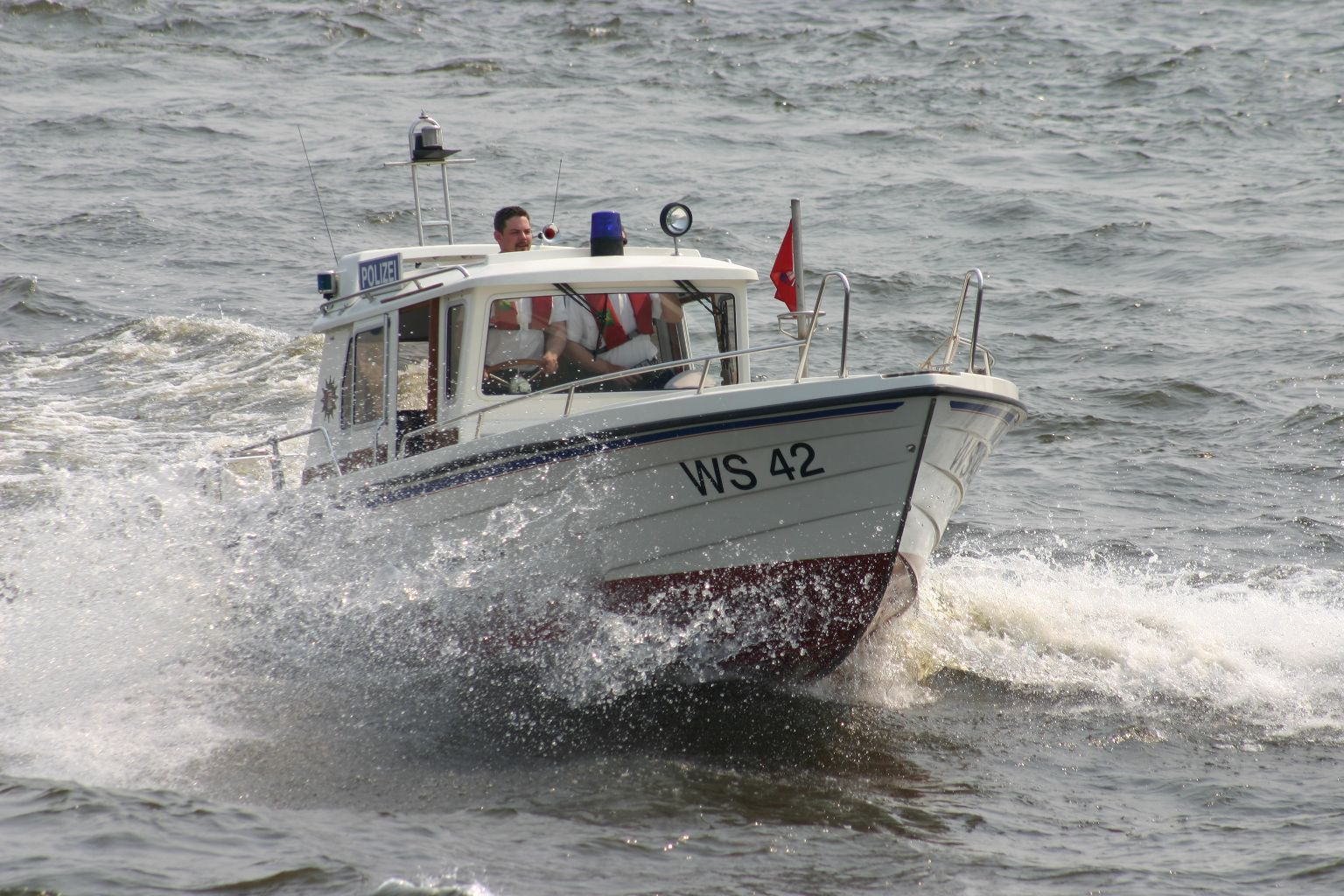
Boot der Wasserschutzpolizei Hamburg mit blauem Rundumlicht als Funkellicht

Wasserfahrzeuge bestimmter Behörden (z. B. Zoll, Küstenwache, Wasserschutzpolizei und BPOL) oder Wasserrettungsorganisationen (z. B. DLRG und ASB) zeigen ein blaues Funkellicht, wobei die Nutzung des blauen Funkellichts für die Wasserrettung nur im Binnenbereich legal ist. Eine Ausnahme bildet nur die DGzRS bei der Wahrnehmung hoheitlicher Aufgaben nach §1 SeeAufgG. In Bayern wird auf Bundeswasserstraßen ein blaues Funkellicht, auf Landesgewässern (Bayerische Schifffahrtsordnung) ein Gelbes gezeigt.

### Weißes Funkellicht

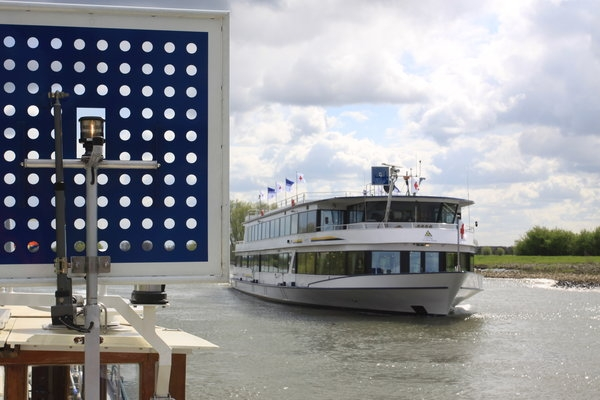
Funkellicht integriert in blauer Tafel zum Zeichen der Begegnung Steuerbord an Steuerbord (Linksverkehr)

Auf Binnenwasserstraßen wird von der Berufsschifffahrt ein weißes Funkellicht zur Kennzeichnung der Schiffsseite verwendet, auf der Begegnungsverkehr stattfinden soll.

### Gelbes Funkellicht
Im Geltungsbereich der KVR bezeichnet ein gelbes Funkellicht Luftkissenfahrzeuge, die im nicht wasserverdrängenden Zustand navigieren.

## Montage
Üblicherweise werden die Leuchten so angebracht, dass sie möglichst von allen Seiten (also „rundum“) erkennbar sind. Sind sie das nicht, spricht man nicht mehr von einer Rundumkennleuchte.
Die Leuchten können fest auf Fahrzeugen oder Maschinen und Anlagen montiert sein oder aber mit Magnethaltern oder Klemm- oder Steckvorrichtungen nur bei Bedarf montiert bzw. aufgestellt werden (beispielsweise bei Zivilstreifen). Oft werden bei Einsatzfahrzeugen mehrere Leuchten zusammen mit der akustischen Warneinrichtung in einem Gehäuse („Balken“) kombiniert, so dass die Montage einfacher ist.
Erforderlichenfalls können zusätzlich zu den Rundumkennleuchten mehrere Leuchten montiert werden. Bei Fahrzeugen können beispielsweise vorne und hinten Leuchten angebracht werden. Weil Rundumkennleuchten auf dem Fahrzeugdach bei geringem Abstand zu einem vorausfahrenden Fahrzeug in dessen Rückspiegel nicht zu sehen sind, finden am Kühlergrill montierte Frontblitzer Verwendung.

## Bauarten
Das Blitzmuster einer Rundumkennleuchte (RKL) kann durch eine Leuchte mit Glaslinsen (TriOptik), Kunststofflinsen, Drehspiegel, LED oder Blitz-Entladungsröhren erzeugt werden.

### Drehspiegelleuchte

Drehspiegelleuchte mit fester Glühlampe und rotierendem Reflektor

Bei üblichen Drehspiegelleuchten befindet sich meist eine ruhende Lichtquelle (z. B. eine Halogen-Glühlampe) in der Mitte der RKL. Um die Glühlampe dreht sich ein parabolförmiger Reflektor, der einen Großteil des Lichts in Abstrahlrichtung lenkt und damit verstärkt. Die ständige Drehung des Reflektors führt zu dem bekannten Blinklichteffekt.
Es gibt verschiedene Antriebe des Reflektors (Zahnrad, Riemen etc.). Weiterhin gibt es Modelle, bei denen mehrere Glühlampen und Reflektoren gemeinsam rotieren. Die Stromversorgung wird dann über Schleifkontakte hergestellt.
Drehspiegelleuchten werden als Warnleuchte an Maschinen und Anlagen, zur Kennzeichnung von Gefahrensituationen oder als Sondersignal im Straßenverkehr oder zu Vorführzwecken eingesetzt. Sie gehörten auch zu den Sperranlagen bei der Innerdeutschen Grenze.

### Blitzleuchte

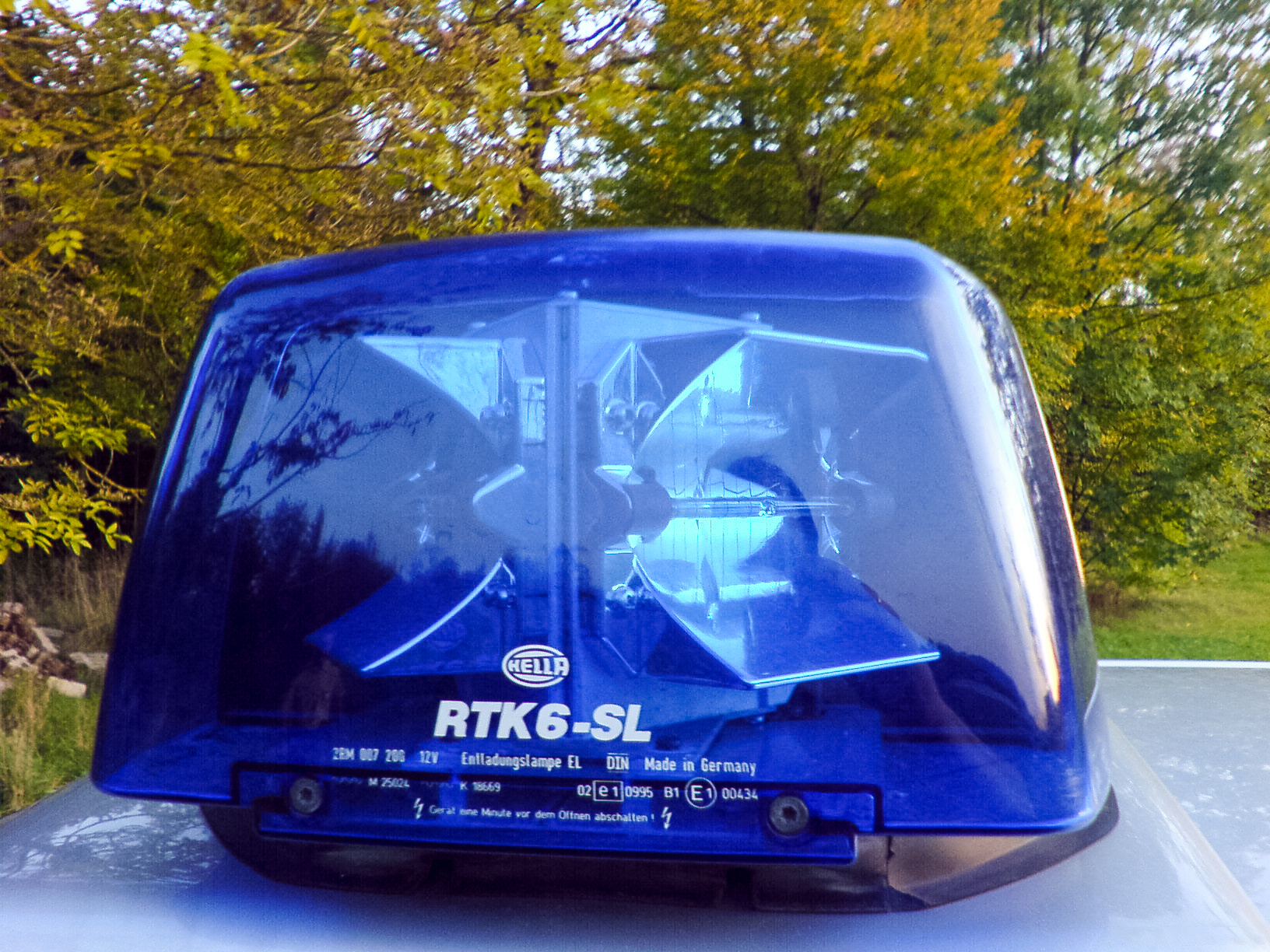
Blaulichtbalken mit Rinnenparabolspiegelblitzern

Bei Blitzleuchten ist der Verschleiß geringer, da keine beweglichen Teile vorhanden sind. Zudem sind sie tagsüber durch ihren kurzen hohen Lichtstrom besser zu erkennen.
Neben Einzelblitzleuchten gibt es Ausführungen von Doppelblitz-, Dreifach- und Vierfachblitzleuchten. Es werden mehrere Blitzfolgen in verschiedenen Intensitäten abgegeben. Eine Kombination mehrerer Blitzleuchten, die in einer bestimmten Reihenfolge knapp nacheinander aufblitzen und damit den Effekt eines „laufenden“ Lichtes erzeugen, wird Lauflicht genannt. Diese Lauflichter werden von Verkehrsteilnehmern schneller erkannt als separat betriebene Blitzlichter und weisen etwa bei der Absicherung von Straßenbaustellen auf die Fahrtroute hin. In Deutschland sind für den Straßenverkehr nur Doppelblitzleuchten zugelassen. Viele Blitzleuchten haben eine Fresnellinse. Oftmals ist auch die die Blitzröhre umgebende Haube senkrecht und waagerecht geriffelt, um den Lichtaustrittswinkel zu vergrößern.
Nachteil der reinen Blitzleuchten ist, dass die kurze Zeit des Blitzes nicht ganz ausreicht, um im räumlichen Sehen die Entfernung zwischen dem Beobachter und der Blitzleuchte ausreichend einzuschätzen. Aus diesem Grund wird zunehmend die LED-Blitzleuchte verwendet, deren Brenndauer sich eher an der Leuchtdauer der klassischen Drehspiegelleuchte orientiert.
Es gibt auch tragbare, batteriebetriebene oder netzgespeiste Blitzleuchten.

### LED-Leuchte

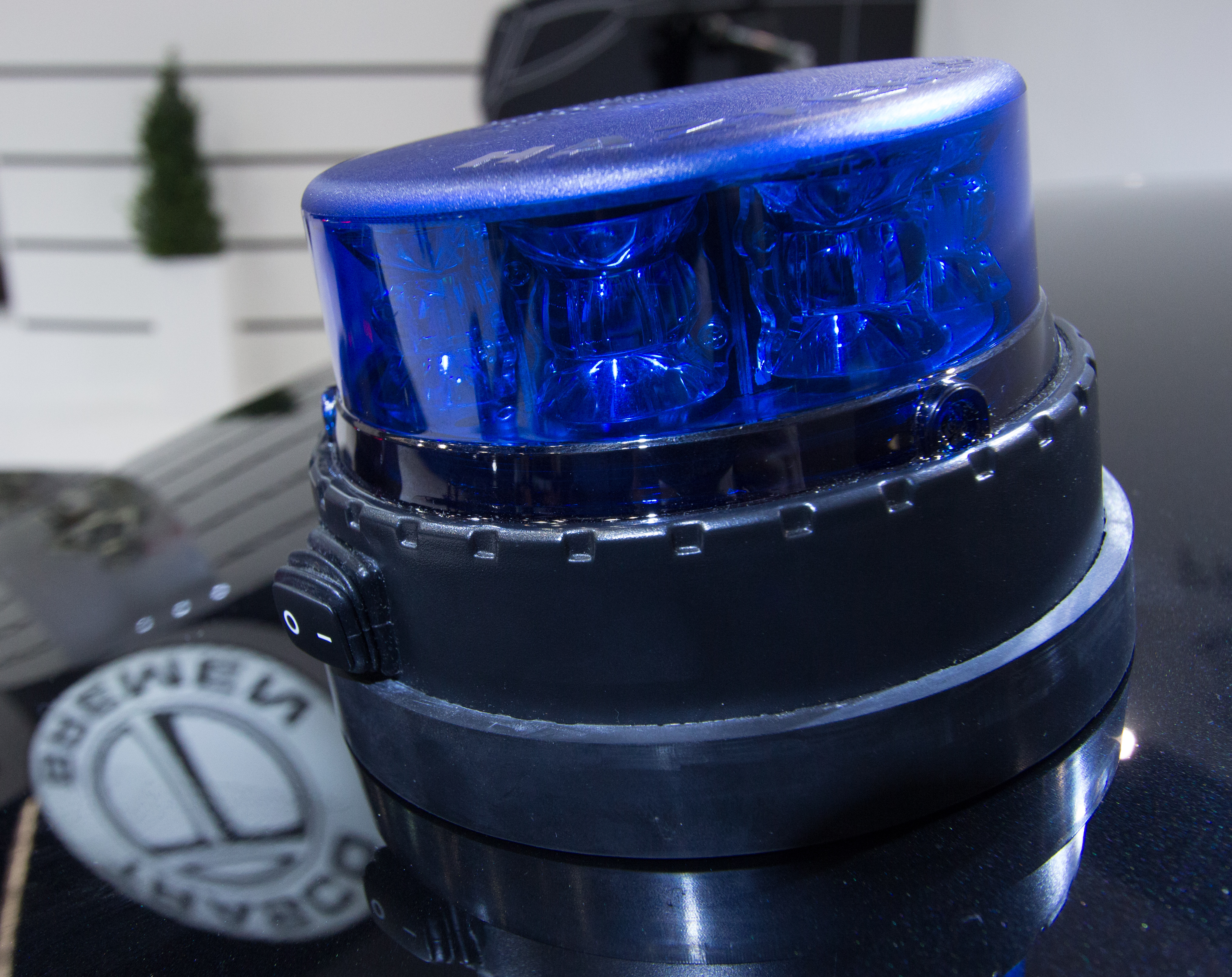
LED-Blaulicht auf einem Sonderschutzfahrzeug

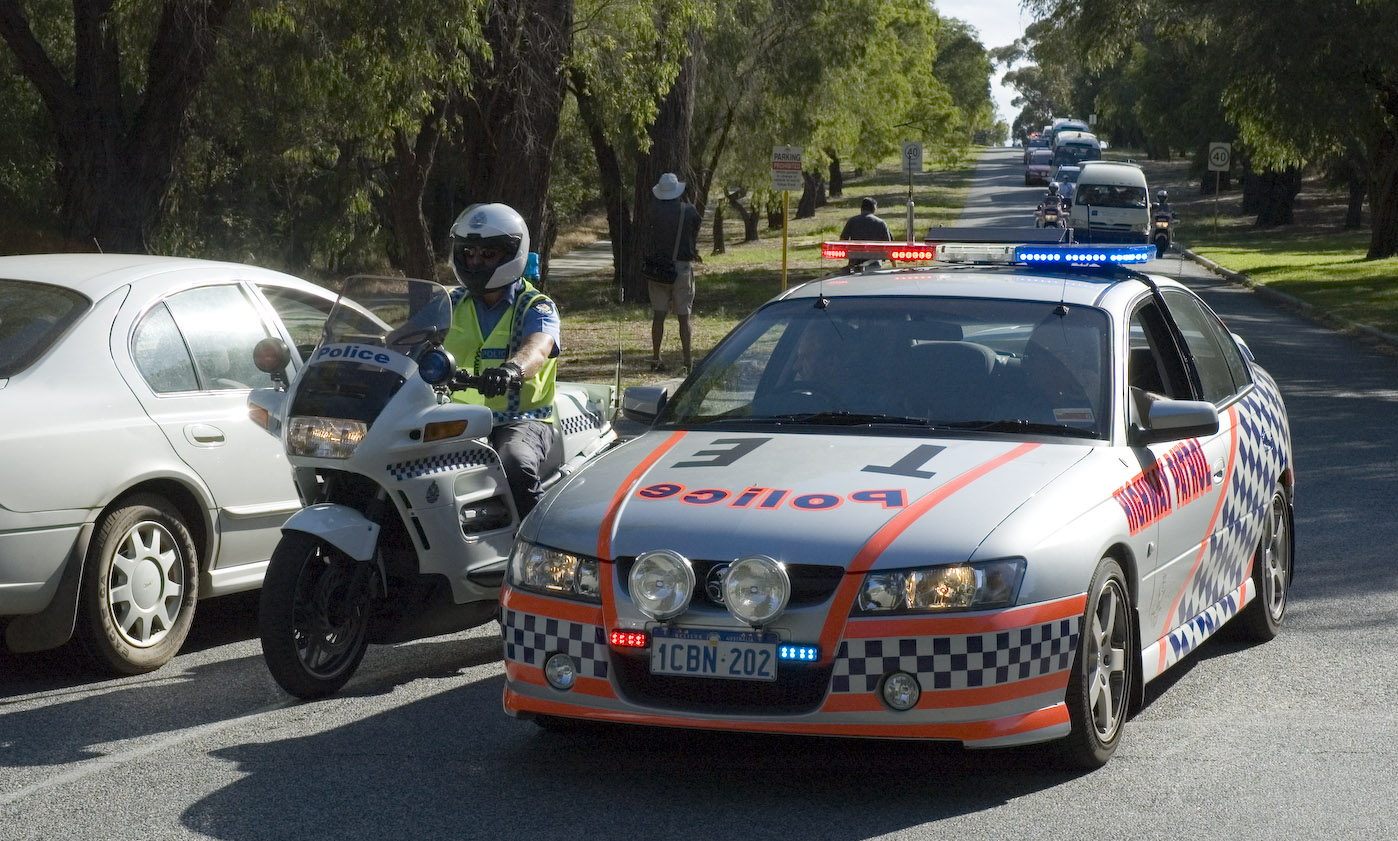
Australisches Polizeifahrzeug mit LED-Rundumleuchten und LED-Frontblitzern

LED-Leuchten zeichnen sich durch hohe Leuchtkraft sowie geringen Stromverbrauch und Verschleiß aus. Sie haben den Vorteil sehr geringer Ausfallwahrscheinlichkeit, weshalb sie sich besonders für Maschinen und Anlagen eignen, bei denen keine Ausfallüberwachung installiert ist.

### Leuchte mit Linsenoptik
In den 1950er Jahren war insbesondere im norddeutschen Raum eine Variante des „Einsatzblaulichts ‚EBL‘“ verbreitet, bei dem ein Kranz aus acht gefärbten Zylinderlinsen um die Lichtquelle rotierte und somit die Modulation des Lichtstrahles bewirkte. Dies führte zu dem damals charakteristischen „flirrenden“ Erscheinungsbild. Dieser Blaulicht-Typ war bei der Hamburger Feuerwehr bis in die frühen 1970er Jahre im Einsatz, er ist beispielsweise in einigen Folgen der Fernsehserie „Stahlnetz“ zu sehen.
Neuer sind die Leuchten mit Kunststofflinsen bzw. Glaslinsen, wobei immer drei Linsen eingesetzt werden. Im Gegensatz zu Drehspiegelleuchten sind diese langlebiger, da sie nur mit einem Drittel der Geschwindigkeit drehen, um das vorgeschriebene Warnsignal zu erreichen.

### Blinkleuchte
Eine Blinkleuchte hat meist eine Lichtquelle in der Mitte. Sie blinkt in regelmäßigen oder unregelmäßigen Abständen auf. Blinkleuchten sind meist recht preiswert und sehr weit an Maschinen und Baustellenabsperrungen verbreitet, sie strahlen meist gelbes oder oranges Licht ab.
Das Blinken erhöht die Aufmerksamkeit und erfordert bei heller Umgebung zur Wahrnehmung geringere Lichtleistung. Blinkende Warnleuchten an Maschinen geben häufig außergewöhnliche Zustände bekannt.

## Zulassung im Straßenverkehr

### Regelung in Deutschland

#### Gelbes Rundumlicht
Der Einsatz von gelbem Blinklicht im Straßenverkehr wird in Deutschland durch die StVO und die StVZO geregelt.
Dazu § 38 StVO:
Nicht jeder darf ohne weiteres gelbe Kennleuchten im Straßenverkehr benutzen. Dazu steht in § 52 StVZO:
1. Fahrzeuge, die dem Bau, der Unterhaltung oder Reinigung von Straßen oder von Anlagen im Straßenraum oder die der Müllabfuhr dienen und durch rot-weiße Warnmarkierungen (Sicherheitskennzeichnung), die dem Normblatt DIN 30 710, Ausgabe März 1990, entsprechen müssen, gekennzeichnet sind,
2. Kraftfahrzeuge, die nach ihrer Bauart oder Einrichtung zur Pannenhilfe geeignet und nach dem Fahrzeugschein als Pannenhilfsfahrzeug anerkannt sind. Die Zulassungsbehörde kann zur Vorbereitung ihrer Entscheidung die Beibringung des Gutachtens eines amtlich anerkannten Sachverständigen oder Prüfers für den Kraftfahrzeugverkehr darüber anordnen, ob das Kraftfahrzeug nach seiner Bauart oder Einrichtung zur Pannenhilfe geeignet ist. Die Anerkennung ist nur zulässig für Fahrzeuge von Betrieben, die gewerblich oder innerbetrieblich Pannenhilfe leisten, von Automobilclubs und von Verbänden des Verkehrsgewerbes und der Autoversicherer,
3. Fahrzeuge mit ungewöhnlicher Breite oder Länge oder mit ungewöhnlich breiter oder langer Ladung, sofern die genehmigende Behörde die Führung der Warnleuchten vorgeschrieben hat,
4. Fahrzeuge, die aufgrund ihrer Ausrüstung als Schwer- oder Großraumtransport-Begleitfahrzeuge ausgerüstet und nach dem Fahrzeugschein anerkannt sind. Andere Begleitfahrzeuge dürfen mit abnehmbaren Warnleuchten ausgerüstet sein, sofern die genehmigende Behörde die Führung der Warnleuchten vorgeschrieben hat,
5. Fahrzeuge der Bodendienste von Flugplätzen oder der behördlichen Luftaufsicht.

Wenn die oben genannten Bedingungen erfüllt sind, können gelbe Rundumkennleuchten, ggf. nach Eintragung in die Fahrzeugpapiere, z. B. an folgenden Fahrzeugen eingesetzt werden:
- Fahrzeuge der Straßenverwaltung (Autobahnmeisterei, Straßenmeisterei, städtische Bauhöfe), Schneepflüge oder Fahrzeuge und selbstfahrende Arbeitsgeräte von Baufirmen oder Forst- und Landwirtschaftsbetrieben
- Müllsammelfahrzeuge, Kommunalfahrzeuge (Versorgung und Entsorgung),
- Traktoren mit überbreitem Anbaugerät (Grubber, Fräse)
- Lkw, die größer oder schwerer sind als „normal“: Schwertransporte, Transporte mit Überlänge/Überbreite und deren Begleitfahrzeuge,
- Gefahrguttransporter, bei denen sie auf besonders gefährlichen Streckenabschnitten, beispielsweise in Tunneln, eingeschaltet werden müssen
- Fahrzeuge für Pannenhilfe (z. B. von Automobilclubs)
- Panzer bei Straßenfahrt oder bei aktivierter Waffennachführanlage bei Instandsetzung o. Ä. (z. B. für schnelle Turmdrehung beim Kampfpanzer verantwortlich)

Gemäß StVO für jeden erlaubt ist dagegen immer der Einsatz von zugelassenen Warnleuchten an stehenden Fahrzeugen zur Warnung vor Gefahrenstellen (Unfall, Panne, evtl. auch Stauende). § 53a StVZO:
(2) In Kraftfahrzeugen mit Ausnahme von Krankenfahrstühlen, Krafträdern und einachsigen Zug- oder Arbeitsmaschinen müssen mindestens folgende Warneinrichtungen mitgeführt werden:
1. in Personenkraftwagen, land- oder forstwirtschaftlichen Zug- oder Arbeitsmaschinen sowie in anderen Kraftfahrzeugen mit einem zulässigen Gesamtgewicht von nicht mehr als 3,5 t:
ein Warndreieck;
2. in Kraftfahrzeugen mit einem zulässigen Gesamtgewicht von mehr als 3,5 t:
ein Warndreieck und getrennt davon eine Warnleuchte. Als Warnleuchte darf auch eine tragbare Blinkleuchte nach § 53b Absatz 5 Satz 7 mitgeführt werden;
3. in Personenkraftwagen, Lastkraftwagen, Zug- und Sattelzugmaschinen sowie Kraftomnibussen:
eine Warnweste.

(3) Warnleuchten, die mitgeführt werden, ohne dass sie nach Absatz 2 vorgeschrieben sind, dürfen abweichend von Absatz 1 von der Lichtanlage des Fahrzeugs abhängig, im Fahrzeug fest angebracht oder so beschaffen sein, dass sie bei Bedarf innen oder außen am Fahrzeug angebracht werden können. Sie müssen der Nummer 20 der Technischen Anforderungen an Fahrzeugteile bei der Bauartprüfung nach § 22a der Straßenverkehrs-Zulassungs-Ordnung (Verkehrsblatt 1973 S. 558) entsprechen.
(4) Fahrzeuge (ausgenommen Kraftfahrzeuge nach § 30a Absatz 3 mit Ausnahme von dreirädrigen Kraftfahrzeugen), die mit Fahrtrichtungsanzeigern ausgerüstet sein müssen, müssen zusätzlich eine Warnblinkanlage haben. Sie muss wie folgt beschaffen sein:
1. Für die Schaltung muss im Kraftfahrzeug ein besonderer Schalter vorhanden sein.
2. Nach dem Einschalten müssen alle am Fahrzeug oder Zug vorhandenen Blinkleuchten gleichzeitig mit einer Frequenz von 1,5 Hz ± 0,5 Hz (90 Impulse ± 30 Impulse in der Minute) gelbes Blinklicht abstrahlen.
3. Dem Fahrzeugführer muss durch eine auffällige Kontrollleuchte nach § 39a angezeigt werden, dass das Warnblinklicht eingeschaltet ist.

Da einige Warnleuchten den gelben Blitz-Rundumkennleuchten mit Magnetfuß ähneln, können diese leicht mit Rundumkennleuchten gem. § 52 StVZO verwechselt werden. Die Leuchten unterscheiden sich aber in Bauart, Zulassung und Einsatzzweck.

#### Blaues Rundumlicht

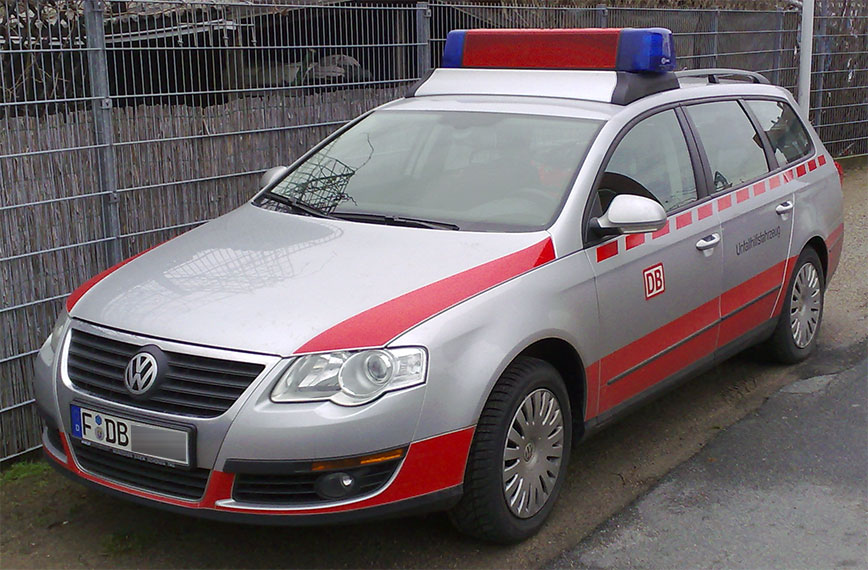
Fahrzeug eines Notfallmanagers der Deutschen Bahn

Mit blauem Rundumlicht dürfen ausschließlich folgende Einsatzfahrzeuge ausgerüstet sein (§ 52 StVZO):
1. Kraftfahrzeuge sowie Anhänger, die dem Vollzugsdienst der Polizei, der Militärpolizei, der Bundespolizei, des Zolldienstes, des Bundesamtes für Logistik und Mobilität oder der Bundesstelle für Flugunfalluntersuchung dienen, insbesondere Kommando-, Streifen-, Mannschaftstransport-, Verkehrsunfall-, Mordkommissionsfahrzeuge,
2. Einsatz- und Kommando-Kraftfahrzeuge sowie Anhänger der Feuerwehren und der anderen Einheiten und Einrichtungen des Zivil- und Katastrophenschutzes und des Rettungsdienstes, falls sie als solche außen deutlich sichtbar gekennzeichnet sind,
3. Kraftfahrzeuge, die nach dem Fahrzeugschein als Unfallhilfswagen öffentlicher Verkehrsbetriebe mit spurgeführten Fahrzeugen, einschließlich Oberleitungsomnibussen, anerkannt sind, falls sie als solche außen deutlich sichtbar gekennzeichnet sind,
4. Kraftfahrzeuge des Rettungsdienstes, die für Krankentransport oder Notfallrettung besonders eingerichtet und nach dem Fahrzeugschein als Krankenkraftwagen anerkannt sind, falls sie als solche außen deutlich sichtbar gekennzeichnet sind.

Die gleichzeitige Verwendung von Blaulicht und Folgetonhorn, letzteres umgangssprachlich vor allem in Deutschland oft auch als Martinshorn (eingetragenes Markenzeichen des Erfinders Max B. Martin) bekannt, wird im allgemeinen Sprachgebrauch zusammenfassend und vereinfachend als Sondersignal bezeichnet. Zunehmend werden jedoch auch elektronisch erzeugte Tonsignale statt eines Folgetonhorns verwendet.
Dazu § 38 StVO:
Es ordnet an:
„Alle übrigen Verkehrsteilnehmer haben sofort freie Bahn zu schaffen“.
(2) Blaues Blinklicht allein darf nur von den damit ausgerüsteten Fahrzeugen und nur zur Warnung an Unfall- oder sonstigen Einsatzstellen, bei Einsatzfahrten oder bei der Begleitung von Fahrzeugen oder von geschlossenen Verbänden verwendet werden.
Nur die gleichzeitige Nutzung von blauem Blinklicht und Folgetonhorn macht in Deutschland somit den Vorrang der Einsatzfahrzeuge deutlich, denen dann von den übrigen Verkehrsteilnehmern unverzüglich freie Bahn zu schaffen ist (Wegerecht). In Österreich genügt hingegen dazu die Verwendung eines der beiden Signale.

### Regelung in Österreich

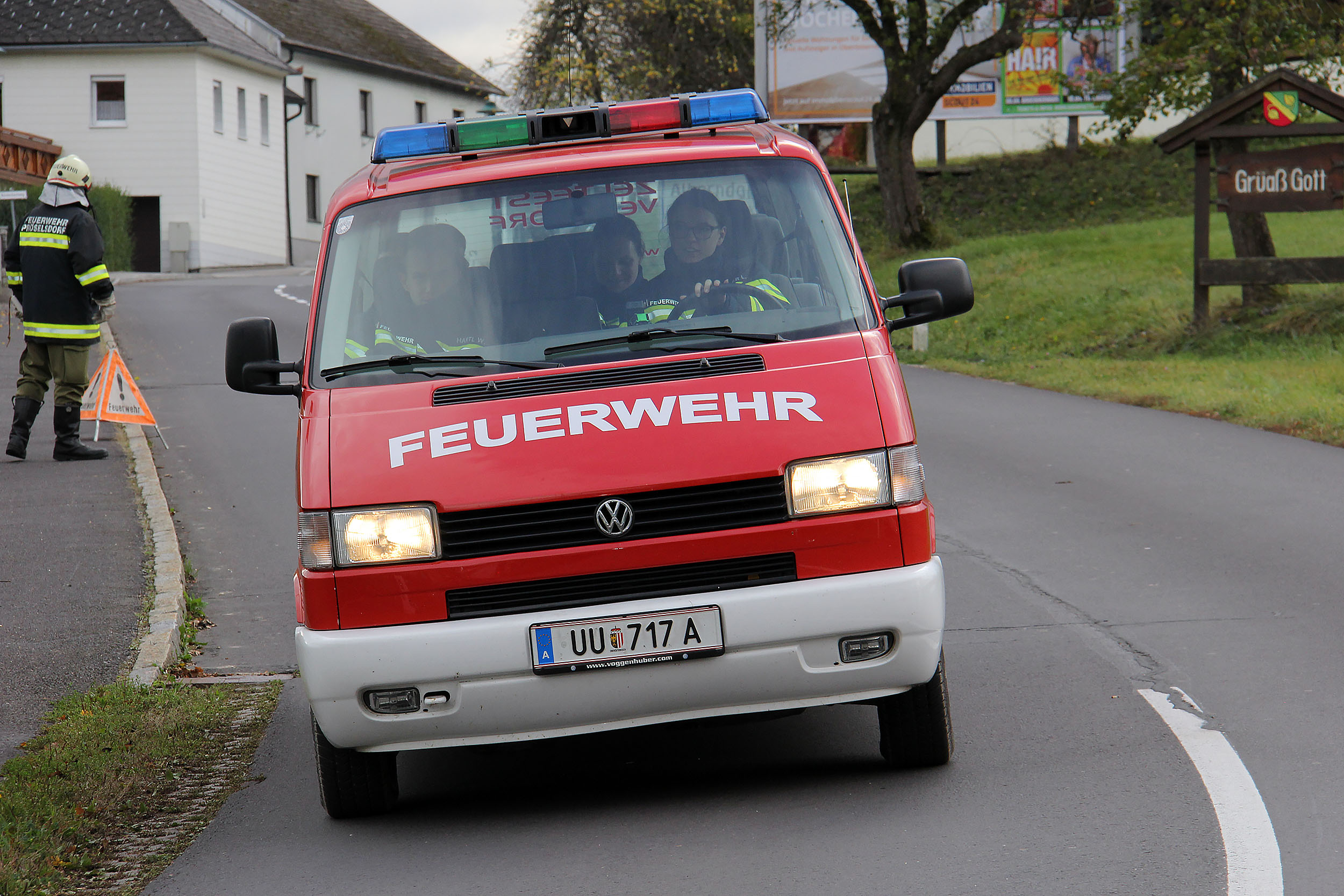
Übliche Blaulichter für Einsatzfahrzeuge, zusätzlich Rotlicht für Einsatzleitung, Grünlicht für Atemschutzsammelplatz

Rundumkennleuchten müssen in Österreich nach § 15a Abs. 3 Kraftfahrgesetz-Durchführungsverordnung 1967 der ECE-Regelung 65 entsprechen.
Der Gebrauch der gelben Rundumkennleuchte ist durch § 99 Abs. 6 KFG 1967 geregelt, wobei hier von gelbrotem Licht ausstrahlender Warnleuchte gesprochen wird.
Bei der Anbringung der blauen Rundumkennleuchte wird zwischen Fahrzeugen unterschieden, die eine Bewilligung für die Anbringung von Blaulicht benötigen, und solchen, die es bewilligungsfrei montieren dürfen.

#### Fahrzeuge, die keine Bewilligung benötigen
Nach § 20 Abs. 1 lit. d KFG 1967 darf an folgenden Fahrzeugen ohne Bewilligung Blaulicht angebracht werden:
1. Fahrzeuge, die zur Verwendung im Bereich des öffentlichen Sicherheitsdienstes bestimmt sind
2. Fahrzeuge, die im Bereich des militärischen Eigenschutzes sowie der Militärstreife zur Verwendung kommen
3. Fahrzeuge, die zur Verwendung von Organen der Abgabenbehörden nach Maßgabe der Bestimmungen des Abgabenverwaltungsorganisationsgesetzes – AVOG, BGBl. Nr. 18/1975, bestimmt sind
4. Feuerwehrfahrzeuge
5. Fahrzeuge des Rettungsdienstes im Besitz von Gebietskörperschaften
6. Fahrzeuge im Besitz der in § 23 Abs. 1 Z 1 bis 5 des Sanitätergesetzes, BGBl. I Nr. 30/2002, namentlich genannten Einrichtungen (das sind der Arbeiter-Samariter-Bund, die Johanniter-Unfall-Hilfe in Österreich, der Malteser Hospitaldienst Austria, das Österreichische Rote Kreuz und der Sanitätsdienst des Bundesheeres), die für dringende Einsätze im Rettungsdienst, bei Großschadensereignissen oder zur Katastrophenhilfe verwendet werden
7. Fahrzeuge, die von gemäß § 97 Abs. 2 StVO beeideten Straßenaufsichtsorganen zur Begleitung von Sondertransporten verwendet werden, sofern die Verwendung von Blaulicht im Bescheid gemäß § 39, § 82 Abs. 5, § 101 Abs. 5 oder § 104 Abs. 9 als Auflage zur Transportabsicherung vorgeschrieben wurde, für die Dauer dieser Transportbegleitung.

#### Fahrzeuge, die eine Bewilligung benötigen
Nach § 20 Abs. 5 KFG 1967 darf an folgenden Fahrzeugen nur mit Bewilligung Blaulicht angebracht werden, wenn ihre Verwendung im öffentlichen Interesse gelegen ist und dagegen vom Standpunkt der Verkehrs- und Betriebssicherheit keine Bedenken bestehen und nur zu folgenden Verwendungen bestimmt sind:
1. Fahrzeuge ausschließlich oder vorwiegend für Feuerwehren
2. Fahrzeuge für den öffentlichen Hilfsdienst
3. Fahrzeuge für den Rettungsdienst oder den Bergrettungsdienst
4. Fahrzeuge für den ärztlichen Bereitschaftsdienst von Gebietskörperschaften, Ärztekammern oder Sozialversicherungsträgern
5. Fahrzeuge für die Leistung dringender ärztlicher Hilfe durch Ärzte in verkehrsreichen Gebieten, in denen kein mit einem Arzt besetzter Rettungsdienst und kein ärztlicher Bereitschaftsdienst gemäß lit. d zur Verfügung stehen; vor der Entscheidung über einen Antrag auf Erteilung der Bewilligung ist eine Stellungnahme der Ärztekammer zur Frage der Notwendigkeit der Erteilung dieser Bewilligung einzuholen
6. Fahrzeuge für die Leistung dringender Hilfsdienste im Zusammenwirken mit Feuerwehren oder öffentlichen Hilfsdiensten bei Verkehrsunfällen, an denen Fahrzeuge zur Beförderung gefährlicher Güter beteiligt sind
7. Fahrzeuge für die Erbringung dringender tierärztlicher Hilfe durch Tierärzte in verkehrsreichen Gebieten, in denen kein mit einem Tierarzt besetzter Rettungsdienst zur Verfügung steht; vor der Entscheidung über einen Antrag auf Erteilung der Bewilligung ist eine Stellungnahme der Tierärztekammer zur Frage der Notwendigkeit der Erteilung dieser Bewilligung einzuholen
8. Fahrzeuge für die Leistung dringender ärztlicher Hilfe durch Fachärzte (in verkehrsreichen Gebieten), sofern sie sich auf Grund krankenanstaltenrechtlicher Organisationsvorschriften in Rufbereitschaft befinden
9. Fahrzeuge für freipraktizierende Hebammen, die berechtigt sind, Hausgeburten durchzuführen, zum rascheren Erreichen des Ortes der Hausgeburt
10. Fahrzeuge für die auftragsgemäße dringende Entstörung der Funk- bzw. Kommunikationssysteme sowie Leitzentralen der BOS-Organisationen (Behörden und Organisationen mit Sicherheitsaufgaben).

Die oben angeführte Aufzählung ist taxativ. Für andere Fahrzeuge kann keine Blaulichtbewilligung erteilt werden.
Für die Erteilung der Bewilligung ist nach § 20 Abs. 4 KFG 1967 der Landeshauptmann zuständig. Dieser hat nach § 20 Abs. 6 KFG 1967 auch entsprechende Auflagen oder zeitliche, örtliche oder sachliche Beschränkungen der Gültigkeit zu erteilen.

### Regelung in der Schweiz
Jeder Kanton in der Schweiz übt eine eigene, individuelle Zulassungspraxis. So waren lange Zeit Spiegeloptiken nicht zugelassen, welche unter derselben Lichthaube wie der Drehspiegel selbst montiert waren und zu einem Lauflichteffekt geführt haben. Der Kanton Genf aber hat sie dennoch toleriert. Analoges gilt für Mehrfachspiegel (180° versetzte Doppelspiegel oder -lampen).
An stehenden Einsatzfahrzeugen dürfen bei besonderer Gefährdung die Blaulichter zur Unfall- oder Gefahrenstellenabsicherung eingesetzt werden, aber nur, bis andere Sicherungsmaßnahmen getroffen sind. In der Schweiz dürfen blaue Blinklichter und Wechselklanghörner auf Fahrzeugen nur dann eingeschaltet sein, wenn das Einsatzfahrzeug seine Bevorrechtigung auch tatsächlich beansprucht und ausübt, sprich bei Einsatzfahrten. Aus Rücksicht werden nachts oft Einsätze ohne Wechselklanghörner gefahren. Bei alleiniger Verwendung von blauen Blinklichtern entsteht keine Bevorrechtigung. Sobald Einsatz- oder Rettungsfahrzeuge in die Autobahn einfahren, gilt für den nachfolgenden Verkehr ein Überholverbot, da jedes überholende Fahrzeug ein potentielles, späteres Hindernis darstellt. In der Praxis wird diese Regelung meist so durchgesetzt, dass die in die Autobahn einfahrenden Fahrzeuge ausscheren und versetzt über alle Fahrstreifen verteilt fahren. Dies bildet einen Sperrriegel, der dem nachfolgenden Verkehr das Überholen verhindert.
Hauptsächlich auf Polizeifahrzeugen werden orange Richtungsblinkleuchten auf dem Warnbalken oder dem Fahrzeugdach montiert, damit gelb gewarnt werden kann. Allerdings sind die dabei eingesetzten 21-Watt-Glühlampen mit Fresnellichtscheibe wesentlich dunkler als die blaue Rundumkennleuchte mit H-1 55 Watt (12 Volt) oder H-1 70 Watt (24 Volt) Leuchtmittel.
Seit Ende der 1990er Jahre sind auch blaue Signalbalken in der Schweiz zugelassen, welche orange Blinklichter integriert haben. Nicht selten werden dann auf der Einsatzfahrt nebst den blauen Blitzleuchten auch noch die orangen Warnleuchten eingeschaltet, was zwar die Sichtbarkeit des Einsatzfahrzeugs erhöht, aber eben nicht gesetzeskonform ist.

### Regelung in Liechtenstein
Fahrzeuge der Polizei und Sanität (unter Umständen auch Notfallärzte) sowie speziell ausgerüstete Fahrzeuge der Feuerwehr, Bergrettung und Samariter, die sich durch Blaulicht und Wechselhorn ankündigen, steht im Straßenverkehr der Vortritt, auch bei Verkehrsregelung durch Lichtsignale, zu (Art 18 VRV).
Blaulicht und Wechselklanghorn dürfen nur gebraucht werden,
- solange die Dienstfahrt dringlich ist und
- die Verkehrsregeln nicht eingehalten werden können (Art 18 Abs. 3 VRV).

Die Dienstfahrt ist dringlich, wenn durch die Einhaltung der Verkehrsregeln die Erfüllung der Aufgaben unmöglich wäre. Durch die Nichtbeachtung der Verkehrsregeln dürfen jedoch die übrigen Straßenbenützer weder gefährdet noch unzumutbar behindert werden (Art 94a VRV).